# Stadtbahn Charleroi
Die Stadtbahn Charleroi (französisch Métro léger de Charleroi) erschließt den Großraum Charleroi in der Province de Hainaut (Provinz Hennegau) im wallonischen Teil Belgiens. Das Netz erstreckt sich über eine Länge von 33 Kilometern und verfügt über 12 unterirdische Stationen. Betreiber ist der Transport en Commun (TEC) Charleroi, ein Geschäftsbezirk des Verkehrsunternehmens Opérateur de Transport de Wallonie (OTW).

## Vorgeschichte

### Östliches Netz

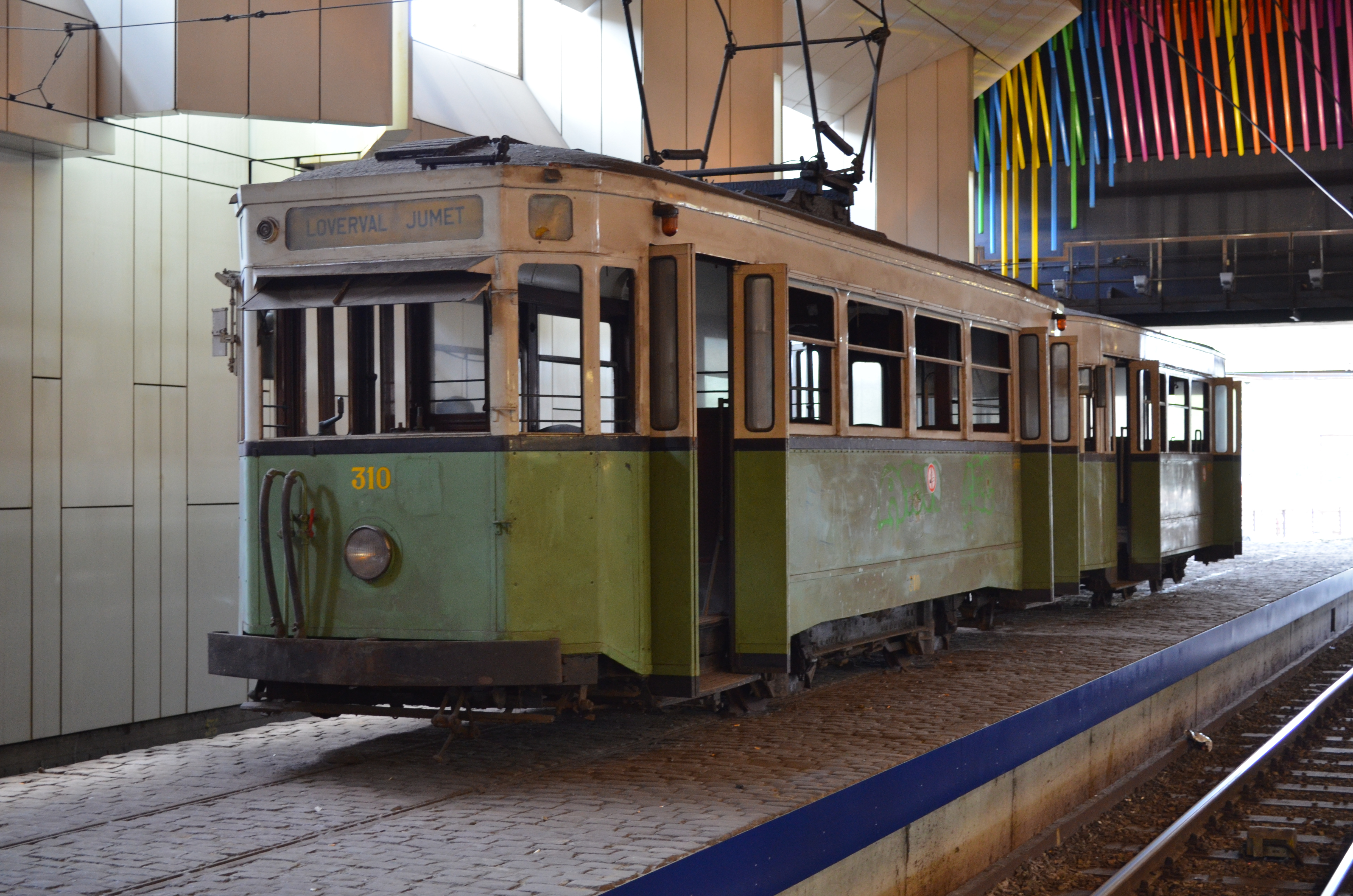
Historischer Straßenbahnzug „Tram vert“ in der Tunnelstation Palais (bis 2023 Beaux Arts)

Eine erste Pferdebahnlinie wurde in Charleroi 1881 eröffnet, sie führte vom Südbahnhof durch die Unterstadt. Im selben Jahr ging eine normalspurige Dampfstraßenbahnstrecke von der Unterstadt durch die Oberstadt in den heutigen Stadtteil Gilly in Betrieb, im Jahr darauf folgte eine zweite nach Montignies-sur-Sambre. 1903 wurden die dampfbetriebenen Strecken von der Société Anonyme des Railways Economiques Liège–Seraing & Extensions (RELSE) übernommen. Deren neu gegründete Tochtergesellschaft Tramways Électriques du Pays de Charleroi (TEPCE) spurte die Strecken auf Meterspur um und elektrifizierte bis 1939 das Netz. Die Entwicklung führte dazu, dass jenes in der östlichen Hälfte der Stadtregion lag, im westlichen Bereich dominierte die staatliche Société nationale des chemins de fer vicinaux (SNCV).
In Rahmen der Bemühungen, den Öffentlichen Personennahverkehr (ÖPNV) in den Ballungsgebieten zu fördern, trat 1962 die staatliche Stadtverkehrsgesellschaft Société des transports intercommunaux de Charleroi (STIC) an die Stelle der TEPCE. 1969 reichte deren noch aus zehn Linien bestehendes Netz bis Fleurus, Châtelineau, Châtelet und Loverval. Die Innenstadt Charlerois wurde zentral durchquert, die Strecke von Gilly zum Bahnhof Châtelineau gemeinsam mit der SNCV befahren.
Die aufgrund ihrer Lackierung als „Tram vert“ (grüne Straßenbahn) bezeichneten Bahnen verkehrten letztmals am 30. Juni 1973, als die verbliebenen Strecken nach Gilly/Fleurus und Montignies/Châtelineau eingestellt wurden. Im Rahmen der Neuorganisation des ÖPNV in Belgien im Jahr 1991 wurde die bis – dahin nur noch Busverkehr betreibende – STIC Eigentümerin an den neu entstandenen Métrostrecken.

### Westliches Netz

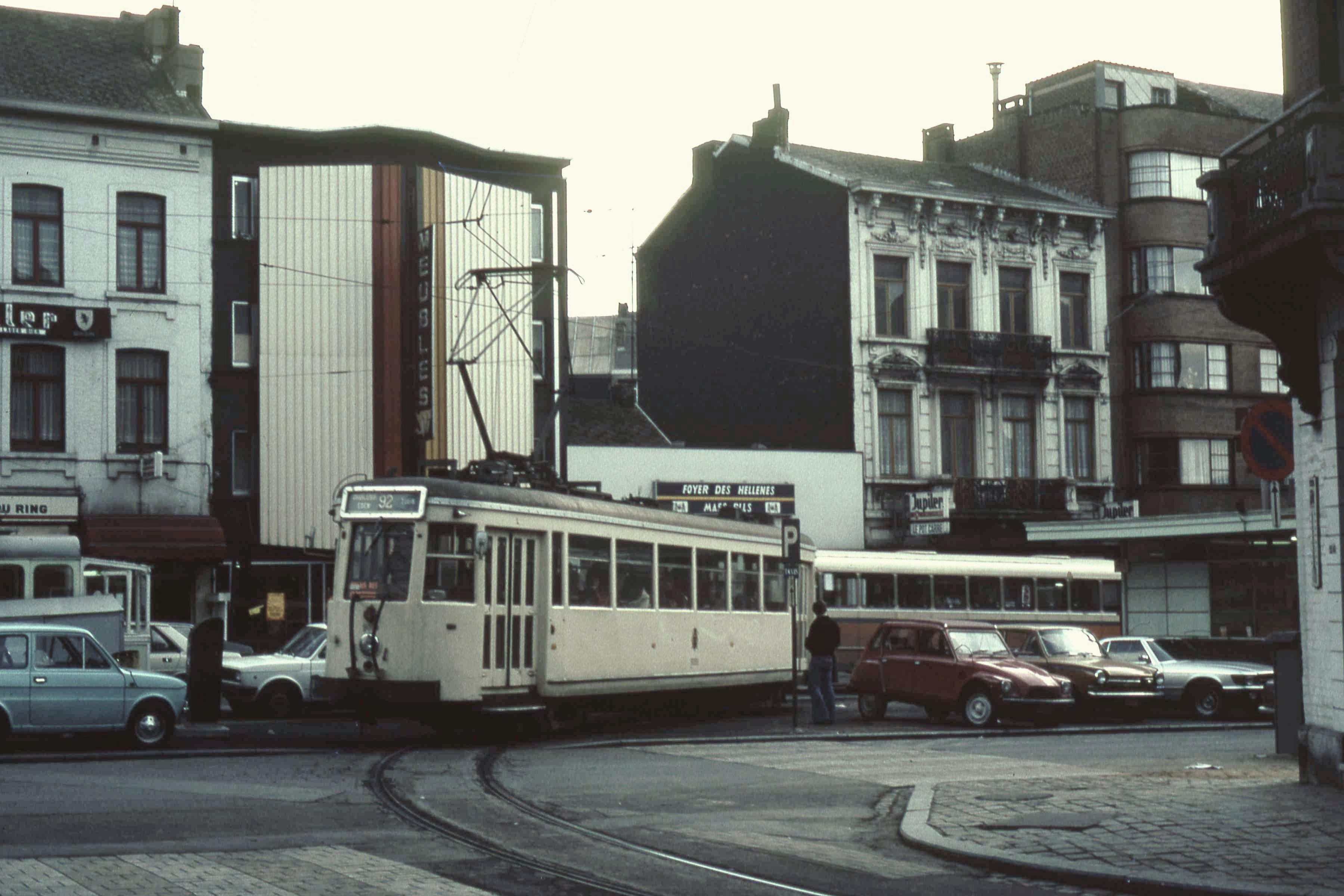
SNCV-Triebwagen der Baureihe S in Charleroi, 1979

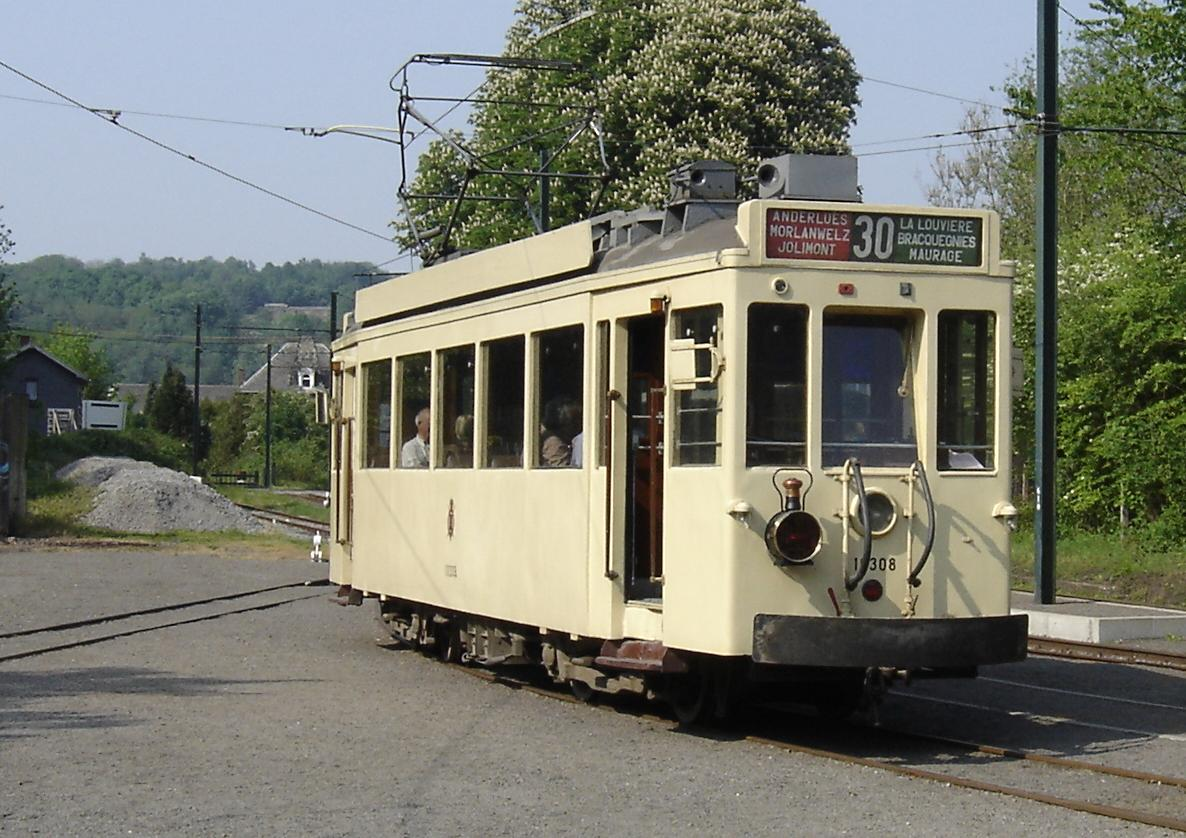
Triebwagen aus dem Jahr 1942 beim Straßenbahnmuseum Thuin

Meterspurige dampfbetriebene Überlandstraßenbahnen der SNCV verbanden ab dem 3. Juni 1887 Charleroi mit Mont-sur-Marchienne, Montigny-le-Tilleul und Lodelinsart. Mit Ausnahme der Strecke nach Thuillies wurden 1901 sämtliche Strecken elektrifiziert. 1929 verband man das Netz mit denen des Borinage (Region um Mons) und des Centre (um La Louvière), wobei die 40 Kilometer lange Linie 90 von Charleroi nach Mons entstand. Das neue Netz reichte von Namur über 122 Kilometer Strecke bis in die französische Stadt Valenciennes mit der Straßenbahn Valenciennes.
Von 1949 bis 1956 wurde das elektrifizierte Netz nochmals verlängert und um zwei Strecken erweitert. Mit der Linie 76 entstand eine umsteigefreie Verbindung zwischen Charleroi und Namur, die 1959 wieder eingestellt wurde. Einer ersten Stilllegungswelle in den Jahren 1967/68 fielen alle Strecken südlich des Flusses Sambre und östlich der Achse Charleroi–Gosselies zum Opfer. 1982 wurde noch ein 132 Kilometer langes Überlandnetz mit den Eckpunkten Charleroi, Thuin, Binche, La Louvière, Maurage und Gosselies betrieben.
Bis Ende Mai 1983 verkehrte allein noch die Linie 92 von der Schleife Eden in Charleroi über Anderlues nach Thuin, bis Ende jenes Jahres pendelte die Linie 91 von Anderlues nach Thuin. Auf dem Endabschnitt zwischen Lobbes und Thuin verkehren heute Museumsfahrzeuge des Straßenbahnmuseums Thuin.

## Geschichte

### Ausgangslage

1950 gab es in Charlerois Stadtzentrum eine klare Trennung zwischen dem westlichen und dem östlichen Netz (zweifarbige Zeichnung auf moderner Karte)

In den 1960er Jahren war der Großraum Charleroi, das „Pays Noir“ (Schwarzes Land) genannte älteste Montanrevier auf dem europäischen Festland, von zwei verschiedenen Straßenbahnbetreibern erschlossen. Im Westen des Stadtzentrums durch das Überlandnetz der SNCV, im Osten durch die Linien der STIC. Beide Netze waren nicht mehr auf der Höhe der Zeit: das Wagenmaterial war veraltet und die Strecken verliefen meist ungünstig trassiert in eingleisiger Seitenlage.

Zu jener Zeit hatte der ÖPNV noch einen Anteil von 25 % an allen Wegen. Für die Zukunft wurde eine allenfalls stagnierende Fahrgastzahl bei einem steigenden Verkehrsaufkommen erwartet. Durch einen verbesserten öffentlichen Nahverkehr hoffte man, dem entgegenzuwirken. Ein weiteres Ziel war die wirtschaftliche Belebung in Zeiten des Niedergangs von Kohle- und Stahlindustrie – 1984 wurde die letzte Zeche stillgelegt – sowie die Attraktivierung der Innenstadt.

### Entscheidung zum Bau der Metro

Erster Bauabschnitt südlich der späteren Station Ouest mit Hochbahnstation Villette und ebenerdigem Endbahnhof Sud, Betriebsaufnahme 1976

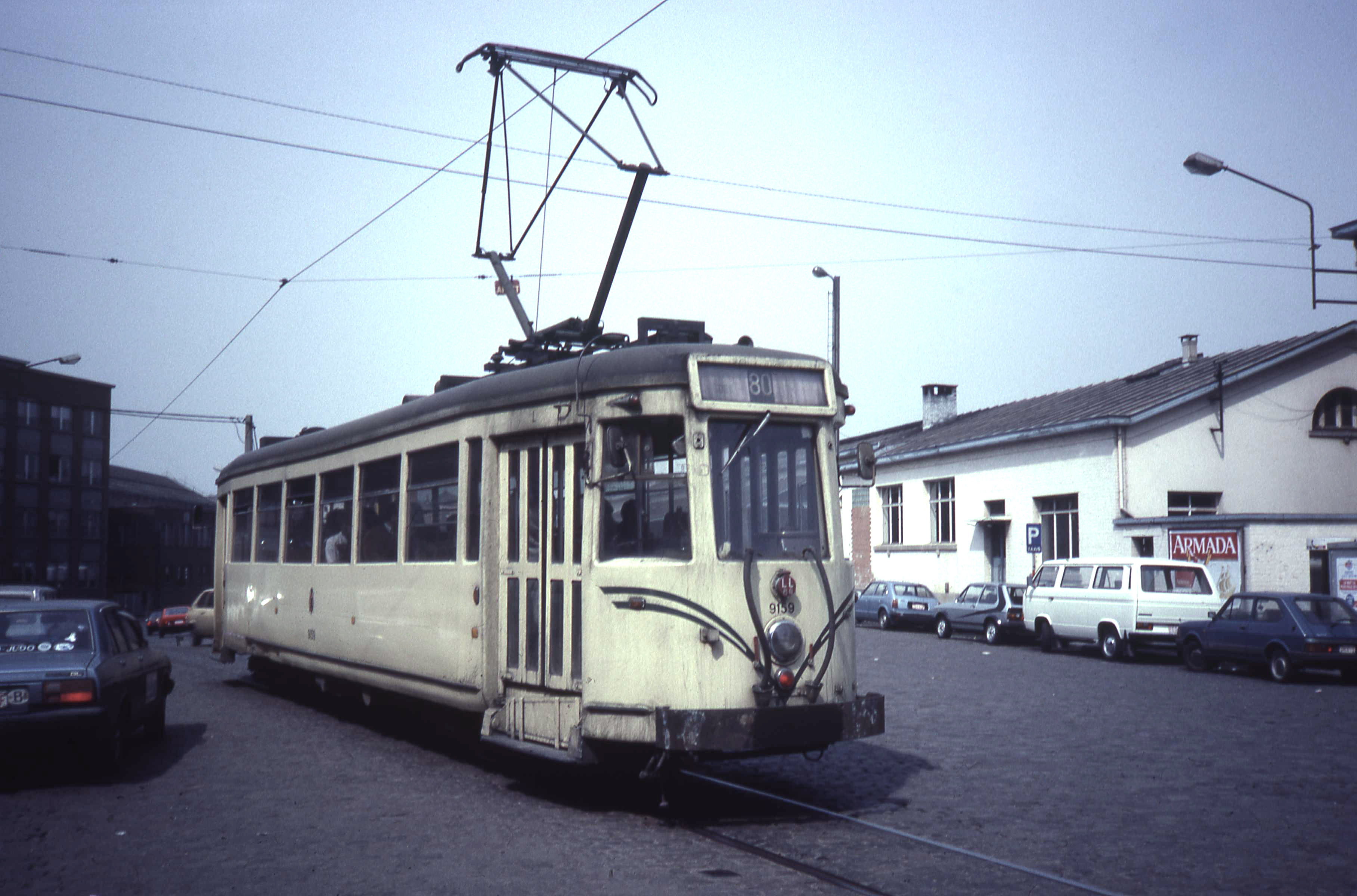
Métrogängiger Straßenbahnwagen mit Klapptrittstufen der Baureihe SM in Marchienne-au-Pont, 1984

Ursprünglich geplantes Metro-Streckennetz aus den 1960er-Jahren

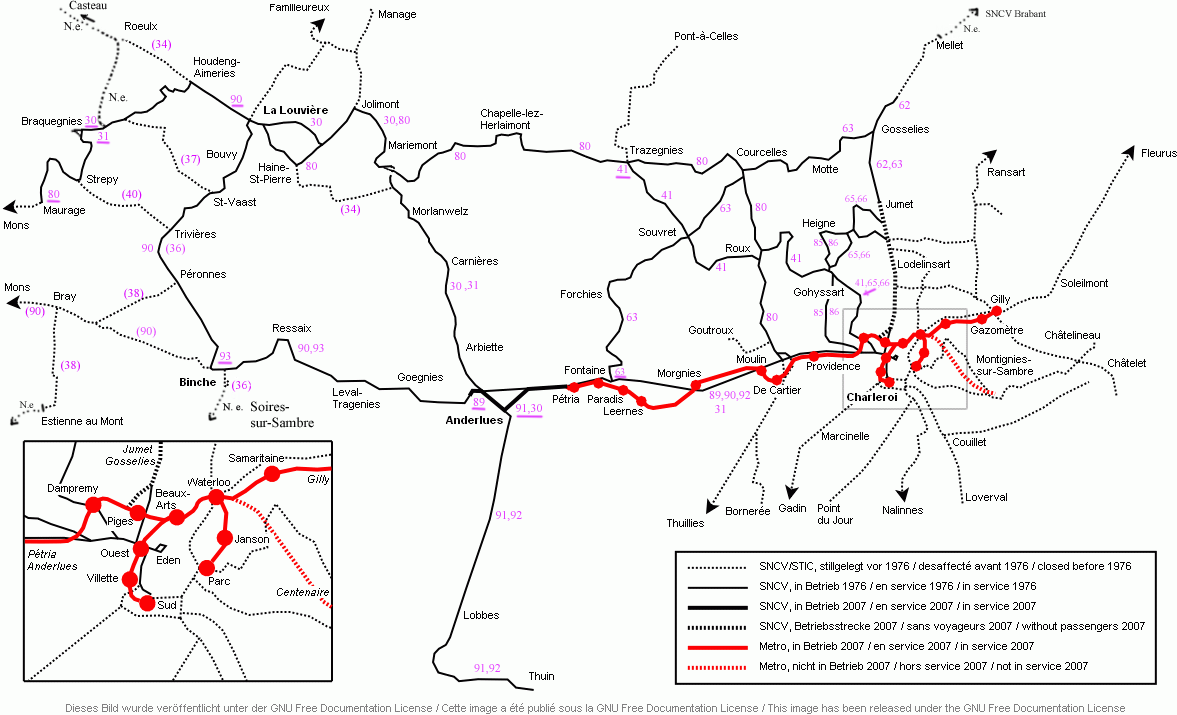
Straßenbahn- und Metro-Netz zwischen 1976 und 2007

Die Planungen für eine moderne Bahn gehen auf eine Initiative der belgischen Regierung des Jahres 1962 zurück. Zum Ausgleich für geplante Métros in Antwerpen und Gent im reicheren flämischen Teil des Landes sollten auch in der ärmeren Wallonie mit staatlichen Finanzmitteln solche Netze entstehen. Gent lehnte diese Metropläne ab, Liège stellte den Bau nach 800 m im Rohbau fertiggestellter Trasse ein. Die Gelder wurden nach Antwerpen und Charleroi umgelenkt, die Premetro Antwerpen kam auf diese Weise zu langen Tunnelabschnitten, die zunächst ungenutzt blieben. In und um Charleroi flossen die Gelder in den Umbau des Überlandstraßenbahnnetzes.
Unter Anpassung des existierenden Schienenverkehrs sollte ein vom Straßenverkehr vollkommen unabhängiges U-Bahn-ähnliches Netz entstehen, mit Rampen von bis zu 6 % Längsneigung und minimalen Kurvenradien von 70 Meter. Moderne Fahrzeuge sollten eine ausreichende Kapazität bieten, die Straßenbahnnetze von STIC und SNCV boten indes gute Voraussetzungen für eine unmittelbare Nutzung der zu schaffenden Infrastruktur zunächst durch vorhandene Fahrzeuge.
Die hügelige Topographie erforderte einen hohen Anteil an Brücken und Tunneln. Als kostengünstig erwies sich die Nutzung stillgelegter Eisenbahnstrecken in der von Zechen geprägten Region, womit aber oft eine ungünstige Lage der Haltepunkte abseits der Siedlungskerne in Kauf genommen wurde. Mitte der 1960er Jahre umfasste die Planung einen Innenstadtring und acht Äste in die Außenbezirke, die bei 52 Kilometer Streckenlänge 69 Stationen umfassen sollten. Die vollständige Inbetriebnahme war für 1994 vorgesehen.
Der Bau der Metrostrecken begann Ende der 1960er Jahre, das erste 800 Meter lange Teilstück über die Station Villette zum Bahnhof Sud wurde 1976 in Betrieb genommen. Südlich der späteren Station Ouest wechselten die Bahnen vom Straßenraum auf die neue Strecke. 1980 wurde diese von Villette über Ouest bis zur Station Piges verlängert, zwischen den beiden letztgenannten Stationen wurde ein aufgeständertes Gleisdreieck angelegt. 1983 ging die Verzweigung westlich von Piges zur eingehausten Station Dampremy in Betrieb, wobei im Tunnel eine Abraumhalde durchquert wurde. Zeitgleich wurde westlich des Gleisdreiecks mit Beaux Arts eine erste unterirdische Station eröffnet. Hinter dieser erlaubte eine im Tunnel verlaufende Wendeschleife das Kehren jener Züge, die bis dahin die Schleife am aufgelassenen oberirdischen Endpunkt Eden genutzt hatten. 1996 war mit einer Streckenlänge von 17 Kilometern ein Drittel des geplanten Netzes baulich fertiggestellt, einschließlich der bis heute nicht eröffneten Strecke nach Centenaire.
Mit der Inbetriebnahme neuer Strecken wurden die dazu parallel verlaufenden Straßenbahnstrecken überwiegend stillgelegt.

### Krise in den 1980er Jahren

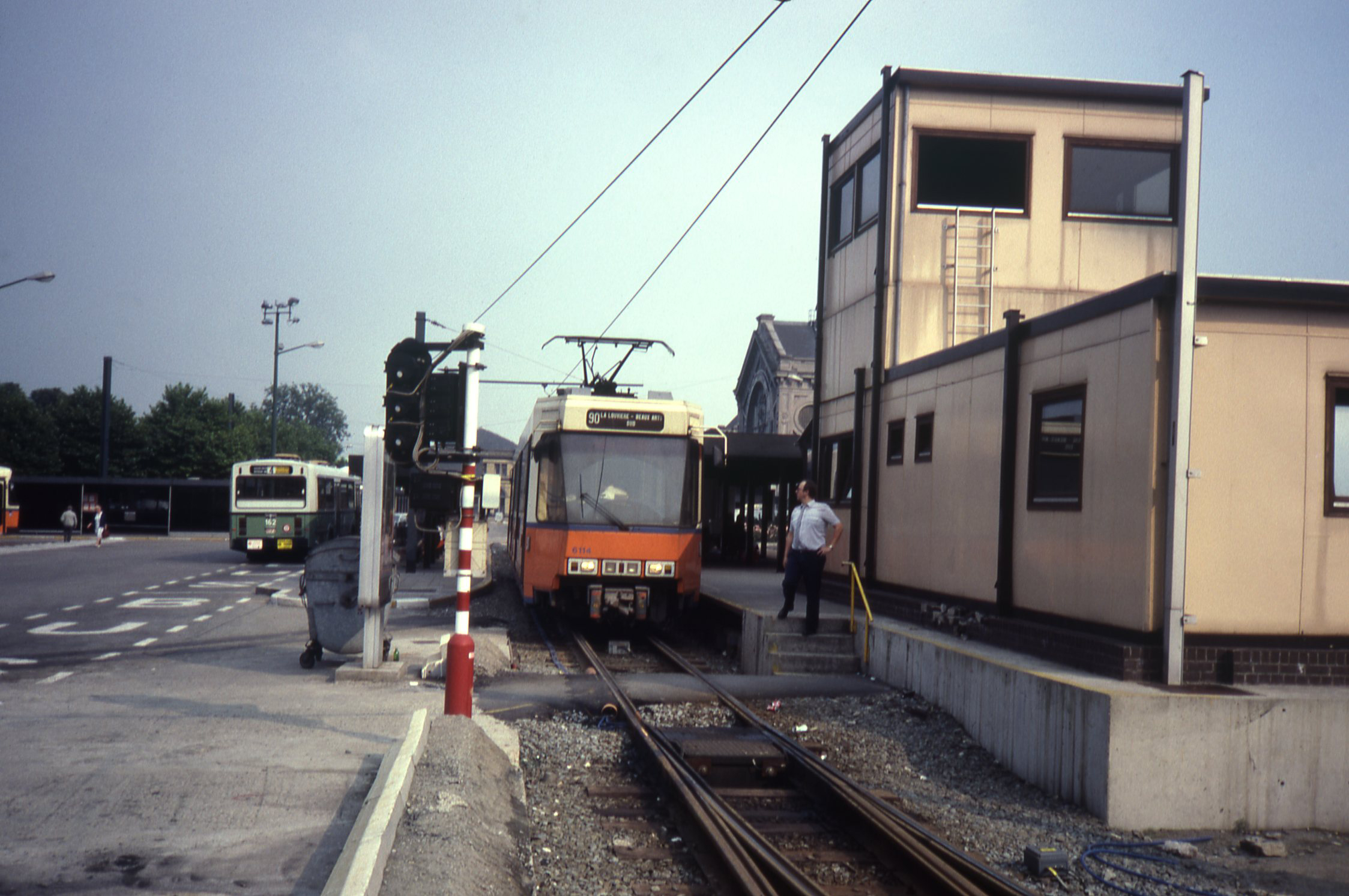
Linie 90 nach La Louvière abfahrbereit in Charleroi-Sud, 1987

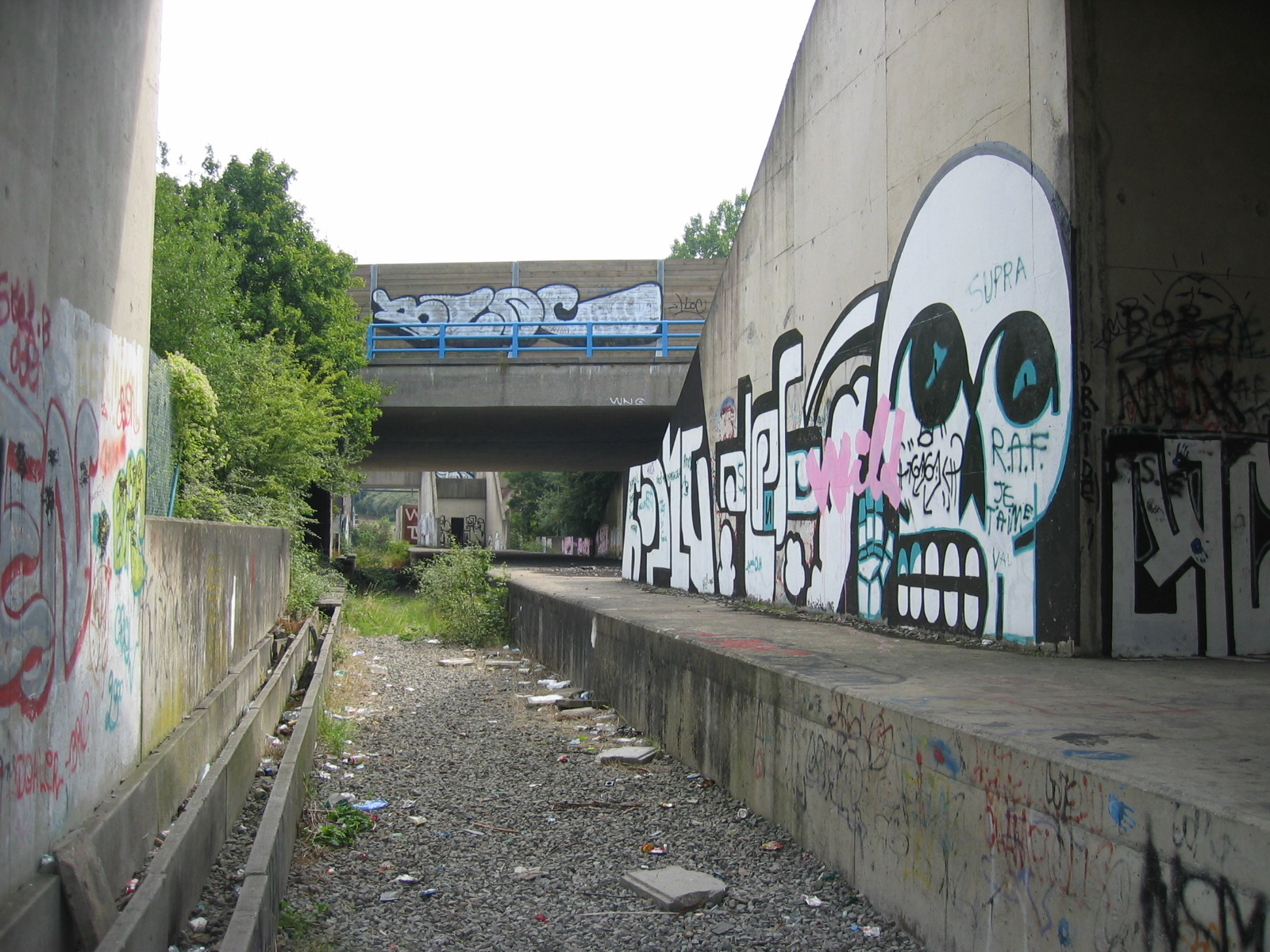
Unvollendeter Bahnhof Sart Culpart an der Streckenverlängerung nach Soleilmont, 2005

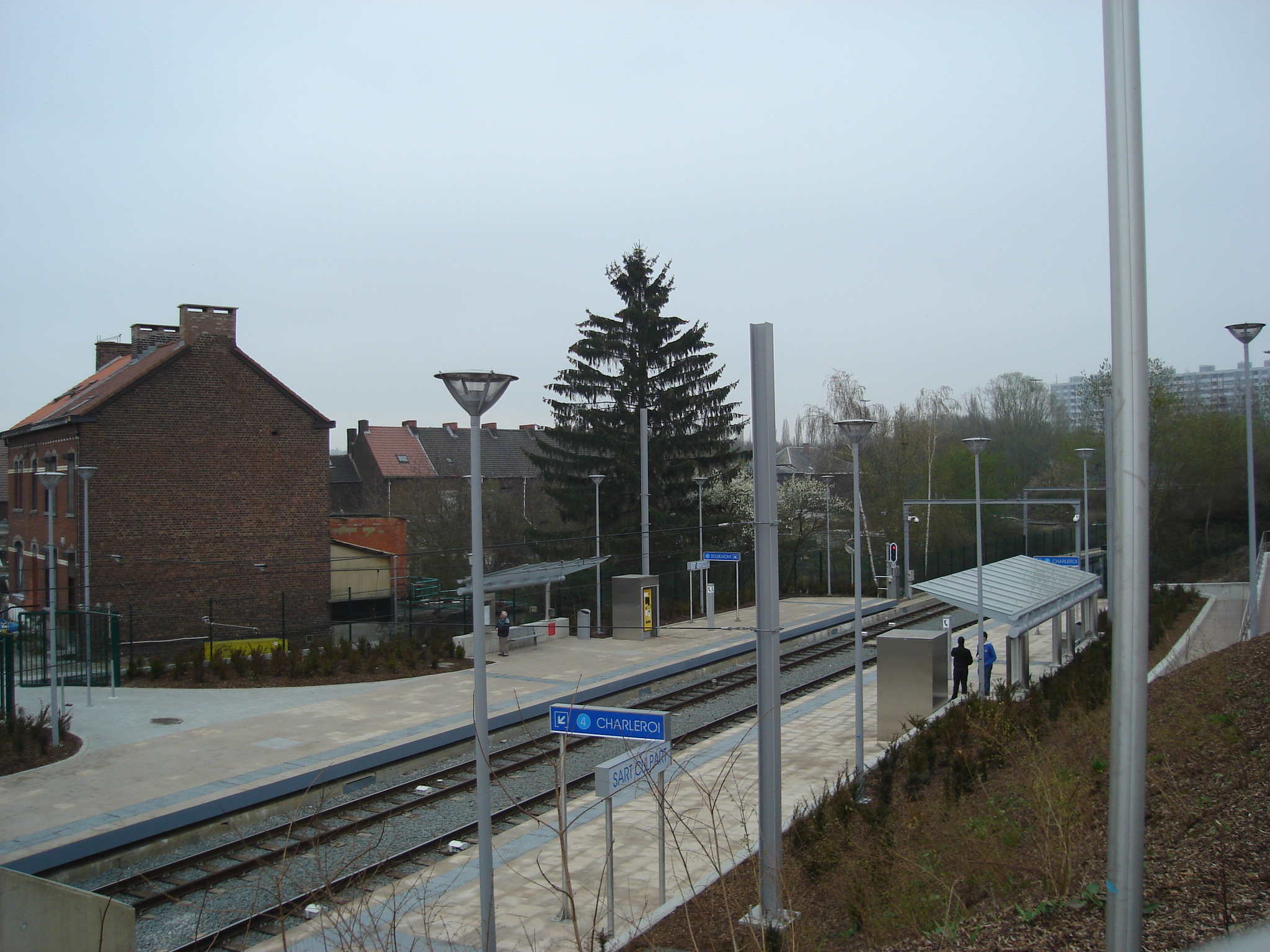
Bahnhof Sart Culpart nach der Inbetriebnahme in veränderter Lage, 2012

Konterkariert wurde das Projekt der Metro durch die in den 1980er Jahren immer schneller voranschreitende Stilllegung der SNCV-Strecken. Dieser Umstand hatte zur Folge, dass die neu erstellte Metro-Infrastruktur von immer weniger Linien genutzt wurde. 1988 waren nur noch die Linien 89 (Beaux Arts–Anderlues) und 90 (Sud–Anderlues–Binche–La Louvière) in Betrieb.
Außerdem machten sich die Unterfinanzierung des Betriebs und der Kompetenzenstreit zwischen SNCV (Betreiber) und STIC – der Eigentümer der neuen Strecken fürchtete die Abwanderung seiner Busfahrgäste – negativ bemerkbar. Dies führte zu der erstaunlichen Tatsache, dass komplett fertiggestellte Strecken jahrelang nicht eröffnet wurden. Auch an im Rohbau befindlichen Streckenabschnitten wurden die Bauarbeiten eingestellt. Die betrieblich ungünstige Lage der neuen Strecken, die mäßigen Taktfrequenzen und der verwahrlost wirkende Zustand von Anlagen und Fahrzeugen ließen die Fahrgastzahlen schrumpfen.

### Neuaufstellung nach 1990
Als Folge der Regionalisierung des Staates Belgien ging die Zuständigkeit für den ÖPNV auf die Regionen über. In der Wallonie übernahm die neue Holding Société Régionale Wallone du Transport (SRWT) den öffentlichen Nahverkehr und gab die Betriebsführung an ihre Tochtergesellschaft Transport en Commun (TEC) Charleroi weiter. Seit dem 1. Juli 1991 ist somit das nachteilige nebeneinander von SNCV und STIC Geschichte, Stadtbahn- und Busverkehr können aus einer Hand zugunsten der Fahrgäste koordiniert werden. Die Linie 90 nach La Louvière wurde dennoch eingestellt.
1992 wurden vorhandene Lücken der Stadtbahnstrecke nach Fontaine-l’Évêque (Station Pétria) geschlossen und – sieben Jahre nach ihrer Fertigstellung – die Strecke nach Gilly einschließlich des Knotenpunkts Waterloo eröffnet. Die betriebsfertige Strecke Waterloo–Centenaire wurde allerdings nicht in Betrieb genommen und verfiel in zunehmendem Maße.

### Weiterbau ab 2009
Am 27. Februar 2012 gingen die folgenden Strecken in Betrieb:
- Vervollständigung des Innenstadtrings durch eine Neubaustrecke Parc–Sud (Bahnhof Charleroi-Sud). Diese wurde aber nicht wie ursprünglich geplant als Hochbahn, sondern als Straßenbahn gebaut.
- Die lange Zeit im Rohbau fertige Streckenverlängerung Gilly–Soleilmont. Hierbei wurde die ursprünglich unter der Stadtautobahn R3 geplante Station Sart Culpart etwa 250 Meter nach Westen unmittelbar hinter das Tunnelende verlegt und somit näher an die Bebauung gerückt. Daher dort jetzt die Außenbahnsteige im Gegensatz zu den üblichen Inselbahnsteigen auf dieser Strecke und im weiteren Verlauf eine Gleisaufweitung, wo einst die Station vorgesehen war.

Am 22. Juni 2013 folgte die Inbetriebnahme der Strecke nach Gosselies als Linie M3. Sie folgt „straßenbahnmäßig“ weitgehend der ehemaligen Straßenbahnstrecke sowie einer stillgelegten Eisenbahntrasse. In den Folgejahren wurden einzelne Stadtbahnstationen renoviert.
Die Verkehrssituation vor dem Hauptbahnhof Charleroi-Central, der bis Dezember 2022 Charleroi-Sud hieß, wurde ab 2021 neu geordnet. Die Stadtbahnstation Charleroi-Sud wurde abgerissen. Anfang Januar 2023 wurde die neu gebaute Stadtbahnstation Gare Centrale auf der Westseite des Vorplatzes eröffnet. Für einen provisorischen östlichen Busbahnhof wurde auf der Ostseite des Platzes die Straßenbahnstation Sambre als 51. Station des Netzes angelegt. Die Station Beaux Arts am Innenstadtring wurde im September 2023 zu Palais umbenannt.

### Zukünftige Entwicklung
Im Jahr 2021 wurde die Finanzierung für die Inbetriebnahme der Strecke Waterloo–Centenaire und ihrer Verlängerung bis Les Viviers gesichert. Die Baugenehmigung für die Strecke mit acht Stationen wurde im Januar 2023 erteilt. Die Bauarbeiten begannen Mitte 2023, die Inbetriebnahme soll Anfang 2027 stattfinden (Stand August 2024).
In den Planungen der 1960er Jahre waren Stadtbahnlinien in die südlich von Charleroi gelegenen Gemeinden Mont-sur-Marchienne und Gerpinnes markiert. Seit den 2010er Jahren wird ein beschleunigtes Bussystem Bus à Haut Niveau de Service (BHNS) entwickelt, das entlang der Nationalstraßen N5 und N53 mit 10,5 km oder 11 km Streckenlänge diese Bedienung übernehmen soll. Gefördert von der Infrastruktur-Finanzierungsgesellschaft der Wallonie erhält der TEC Mittel für Planungsarbeiten, Anschaffung der Busse sowie die Betriebskosten.:7 Mit Stand 2023 wird die Inbetriebnahme im Jahr 2026 angestrebt.
Es ist nicht damit zu rechnen, dass die ursprüngliche Metro-Planung in vollem Umfang wieder aufgenommen wird.

## Infrastruktur

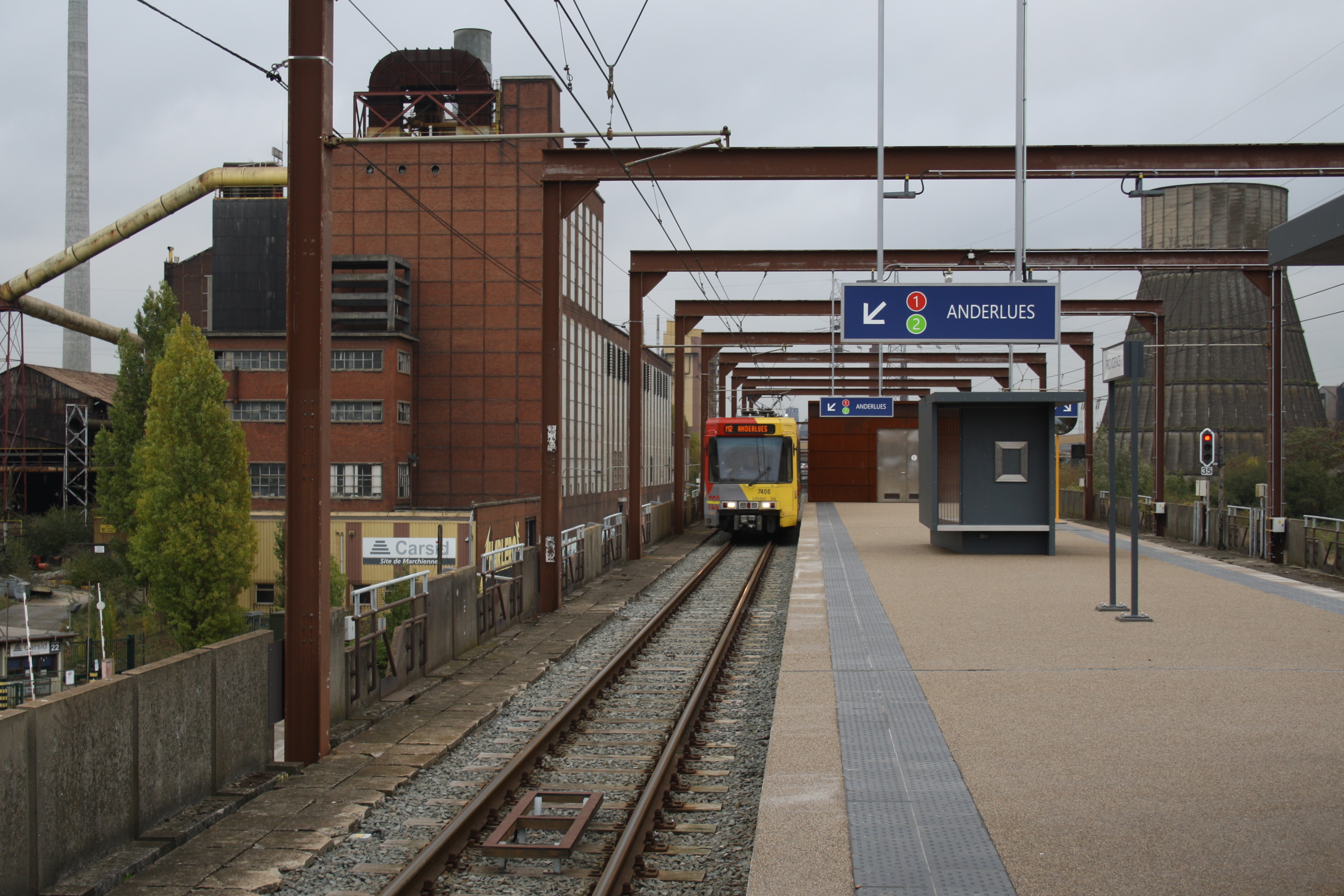
Der Hochbahnhof Providence liegt inmitten einer Industrielandschaft

### Strecken

#### Innenstadtring
Die Innenstadtstrecke hatte bis 2012 sieben Stadtbahnstationen, die überwiegend im Tunnel oder auf einem Viadukt liegen. Die ebenerdige Station Tirou kam 2012 als achte hinzu, als der Innenstadtring mit einem neuen Straßenbahnabschnitt vervollständigt wurde.

#### Strecke nach Pétria
Die Stadtbahnstrecke nach Pétria hat elf Stationen. Diese Strecke wurde als erste der ursprünglich geplanten Metrostrecken vollständig fertiggestellt und in Betrieb genommen. Die anschließende klassische Straßenbahnstrecke bis Anderlues auf der ehemaligen SNCV-Trasse wurde erst 2018 saniert.

#### Strecke nach Soleilmont
Die Strecke nach Soleilmont hat sechs Stationen. Seit 2012 ist dies die zweite Strecke, die den endgültigen Ausbauzustand erreicht hat und im Linienverkehr betrieben wird. Zuvor war sie seit 1985 bis Gilly mit drei Stationen in Betrieb. Diese Strecke wird im Linksverkehr betrieben, die beiden Streckengleise kreuzen sich im Tunnel südwestlich der Station Samaritaine.

#### Strecke nach Gosselies
Die Strecke nach Gosselies hat 15 Stationen. Sie diente als Betriebsstrecke zum Betriebshof Jumet und wurde am 22. Juni 2013 nach vierjährigen Umbauarbeiten für den Fahrgastverkehr freigegeben. In der ursprünglichen Metro-Planung war vorgesehen, auch diese Strecke als Metro auf Eigentrasse, teilweise in Tunneln, komplett neu zu bauen. Sie sollte in der Station Waterloo vom Innenstadtring abzweigen – der dortige Tunnelmund ist seit Anfang der 1990er Jahre fertiggestellt. Stattdessen wurde die Strecke als Straßenbahn mit besonderem Bahnkörper vollständig erneuert.

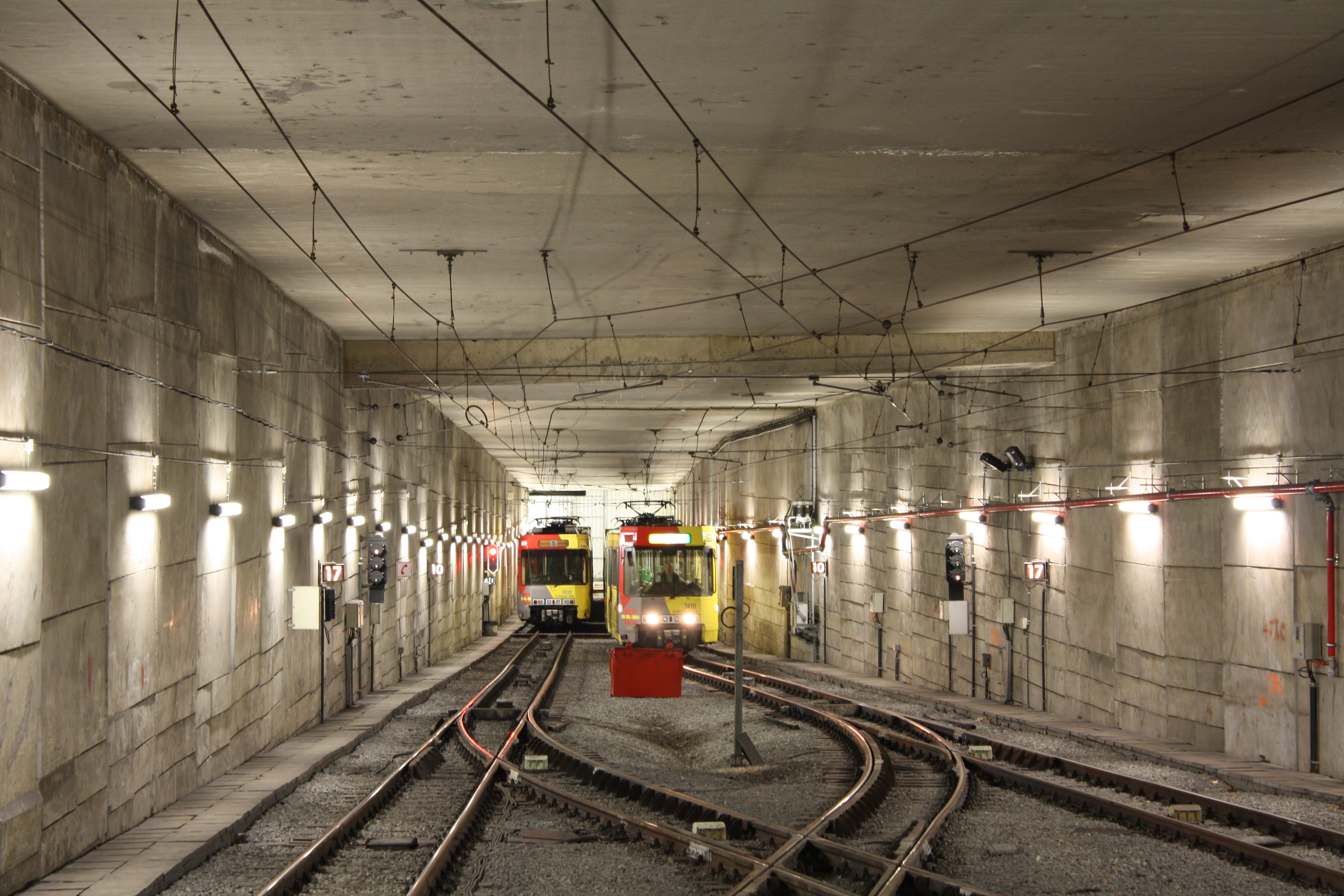
Station Parc, das Foto entstand 2009, bevor das Stück Parc–Sud des Innenstadtrings an das hier sichtbare Tunnelende angeschlossen wurde
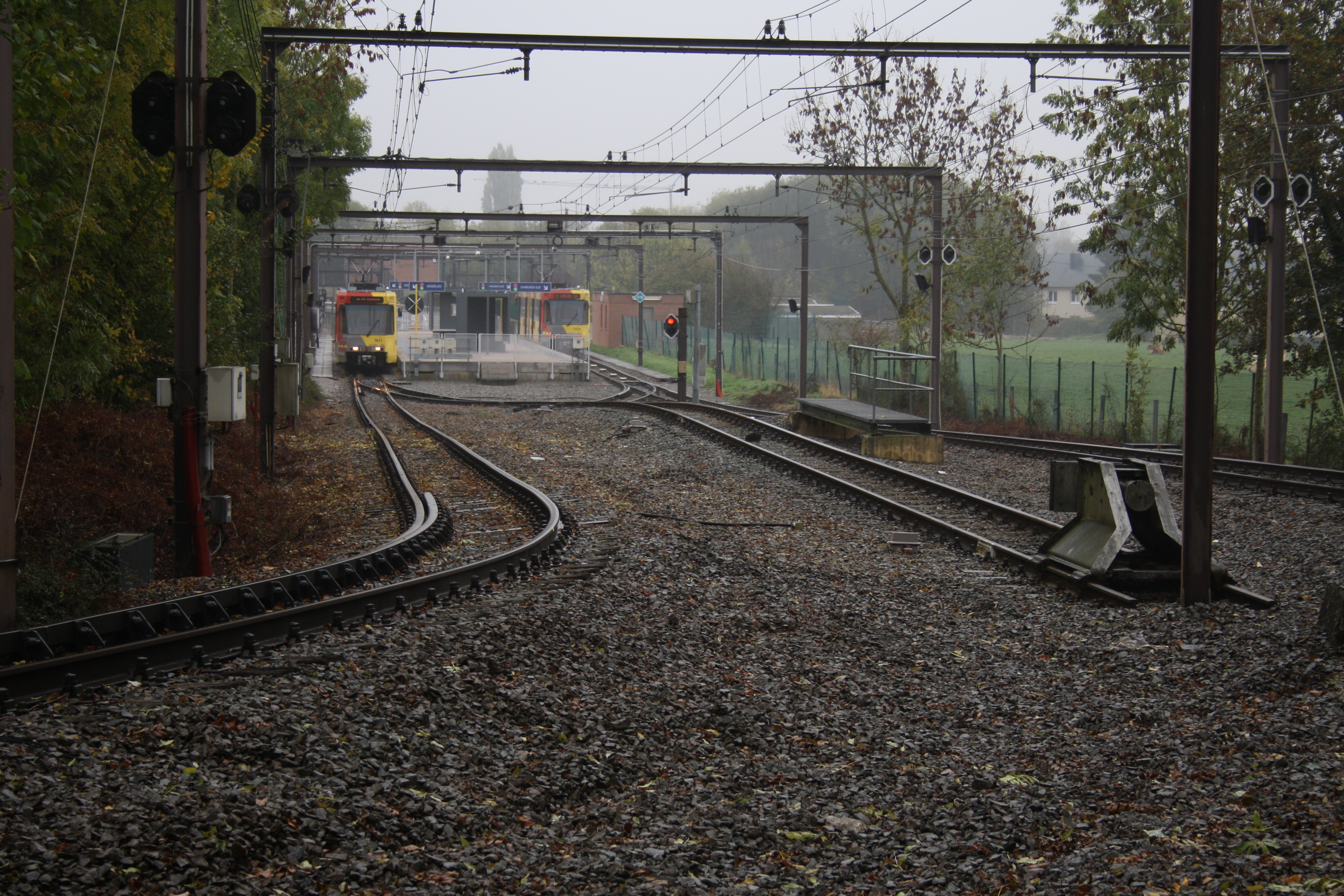
Zwischenendhaltestelle Pétria, beiderseits des Kehrgleises die Streckengleise nach Anderlues
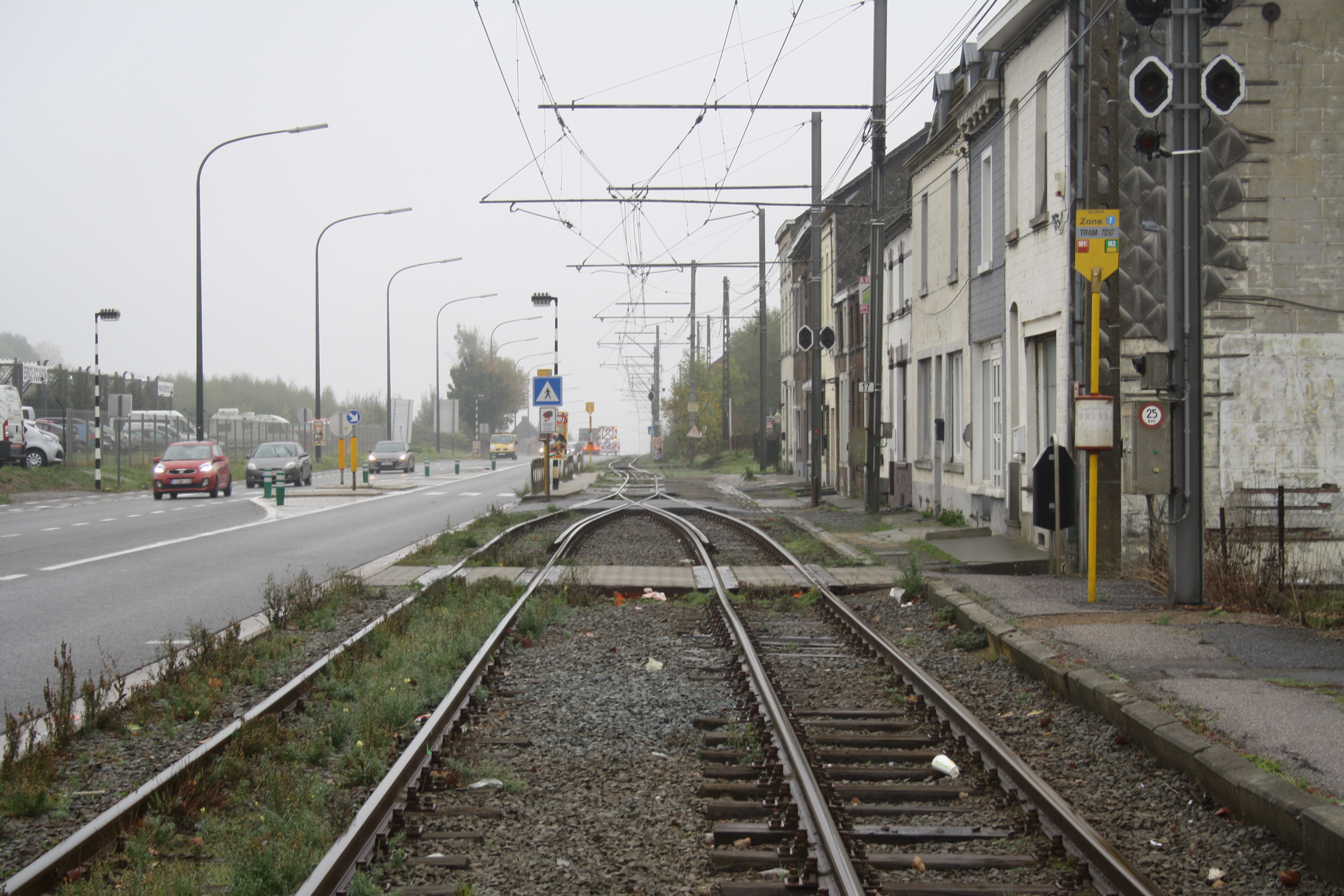
Haltestelle Surchiste am Ortsrand von Anderlues mit endender Doppelspurinsel
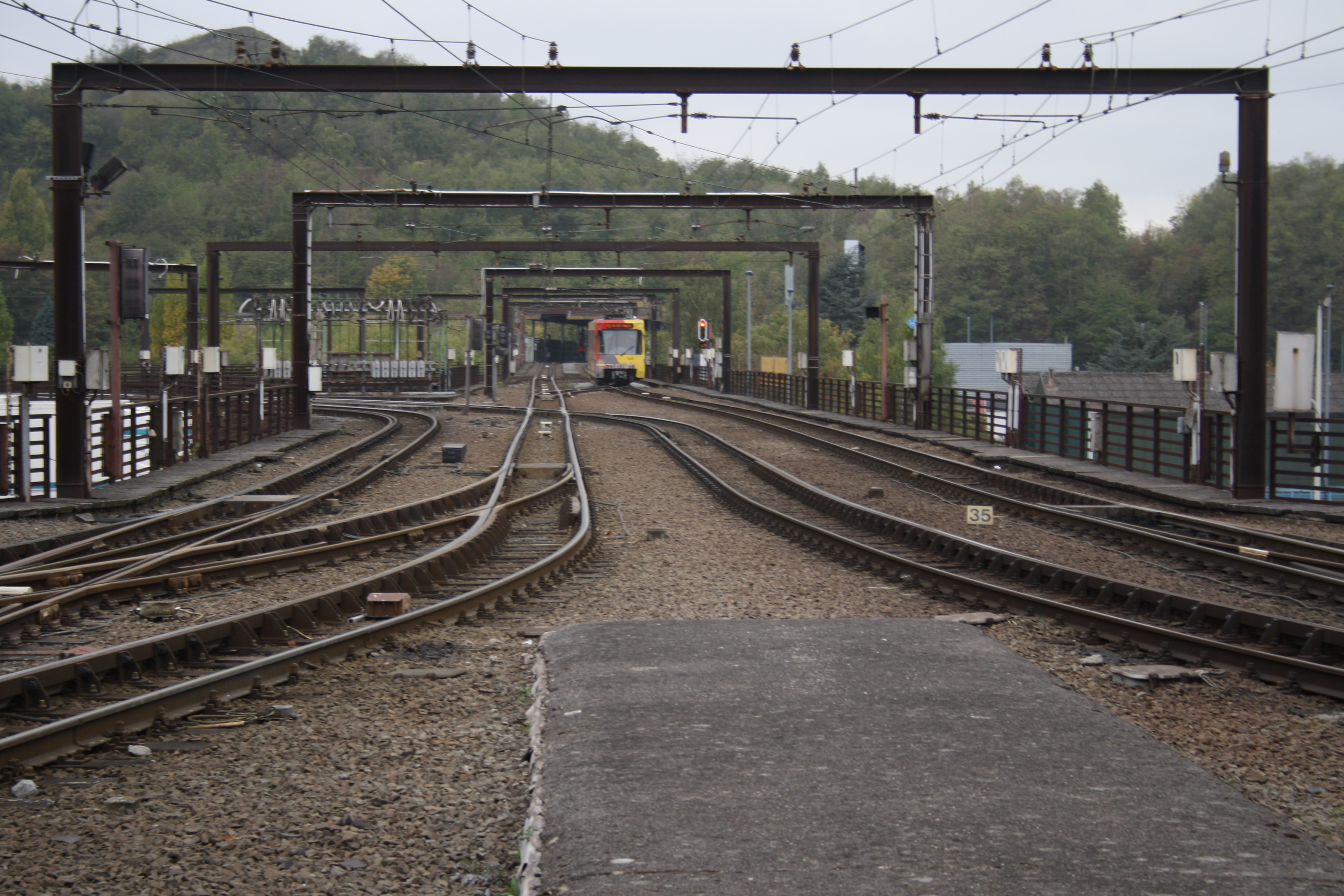
Gleisdreieck westlich der unterirdischen Station Beaux Arts, im Hintergrund die Station Piges
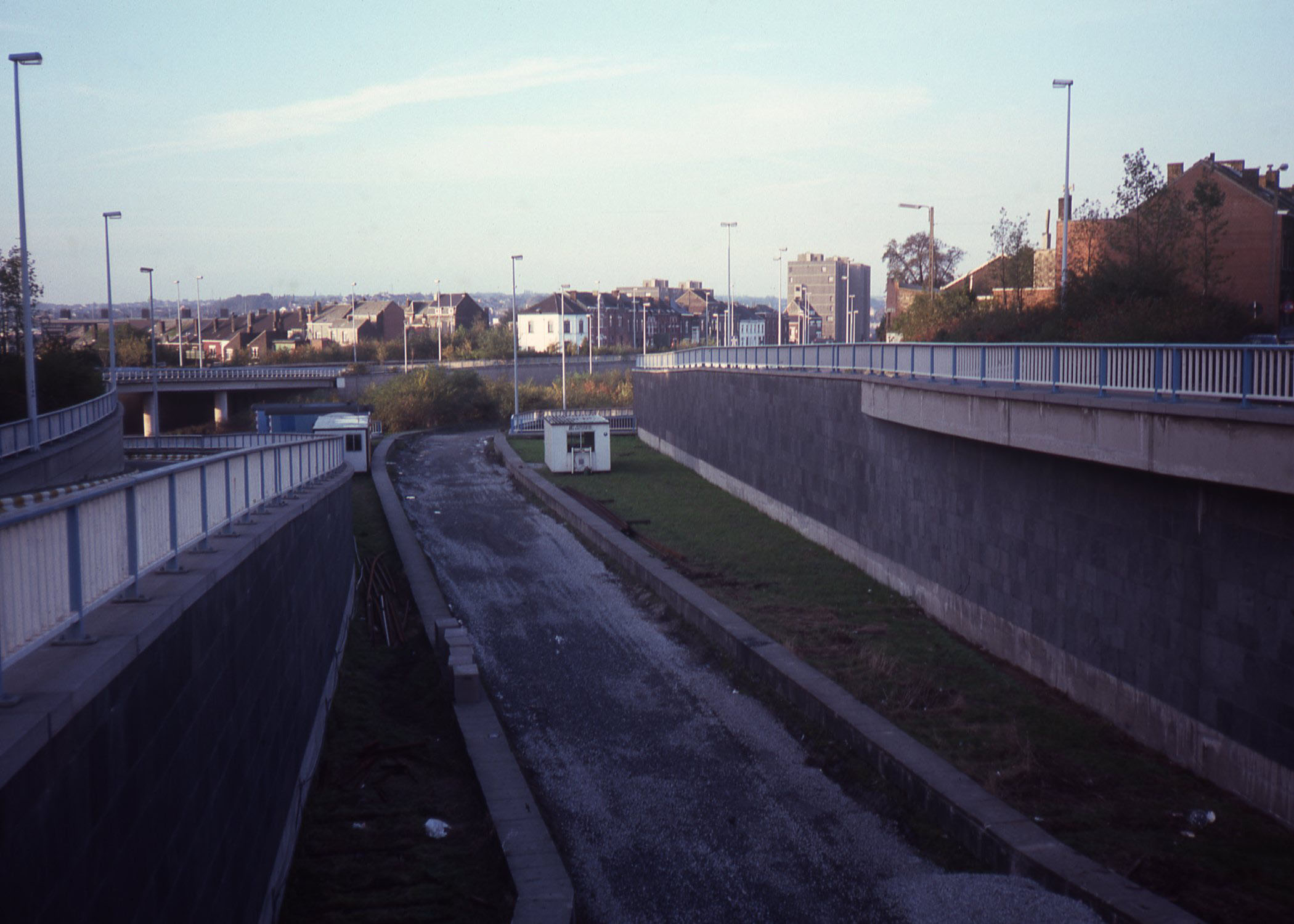
Ungenutztes Trassenfragment nach Gosselies nördlich der Station Waterloo in Mittellage von Ring 9 und A54 (1984)

### Die „Phantomlinie“ nach Centenaire

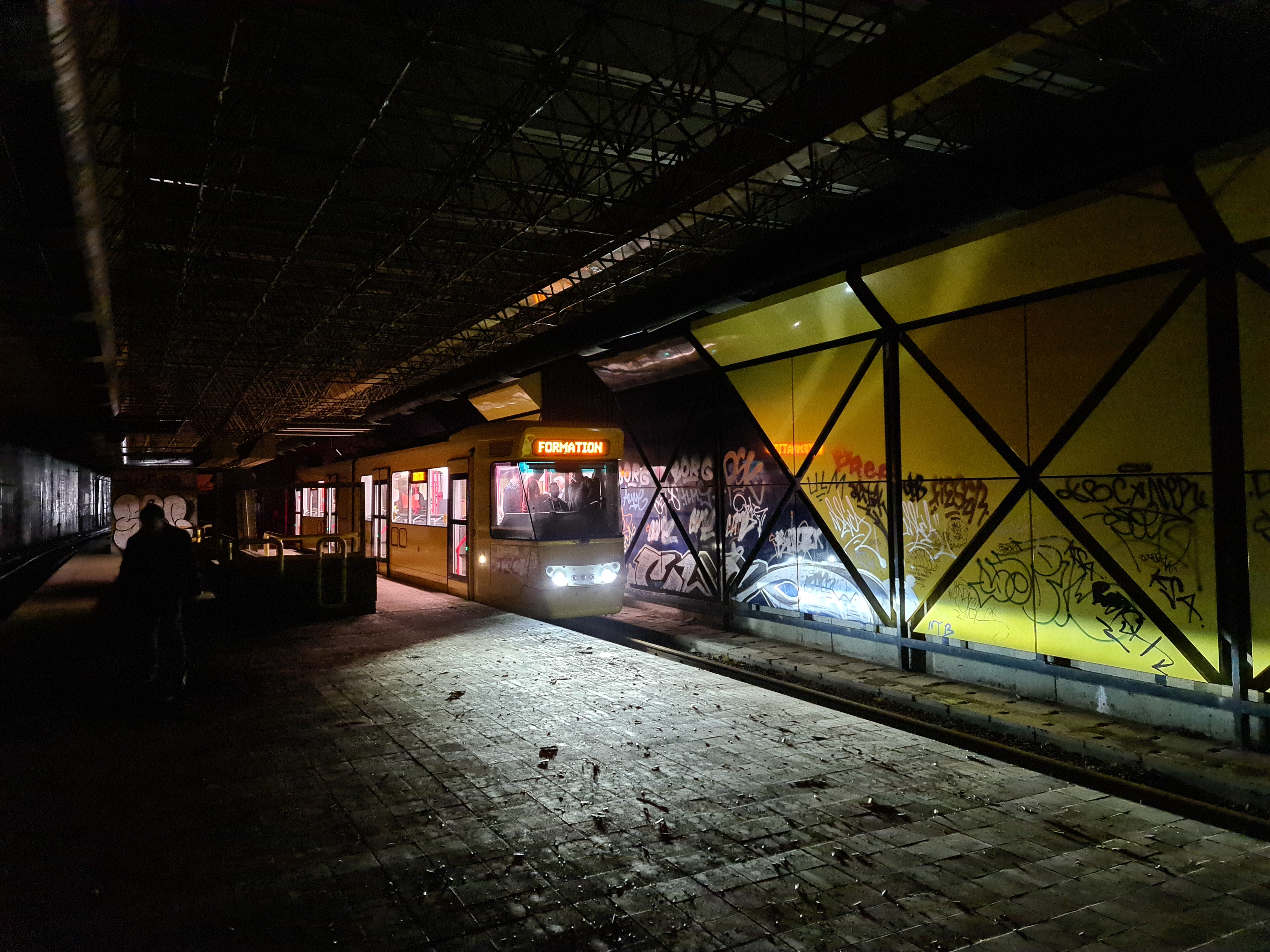
Besichtigungsfahrt in der verfallenen unterirdischen Station Centenaire, 2022

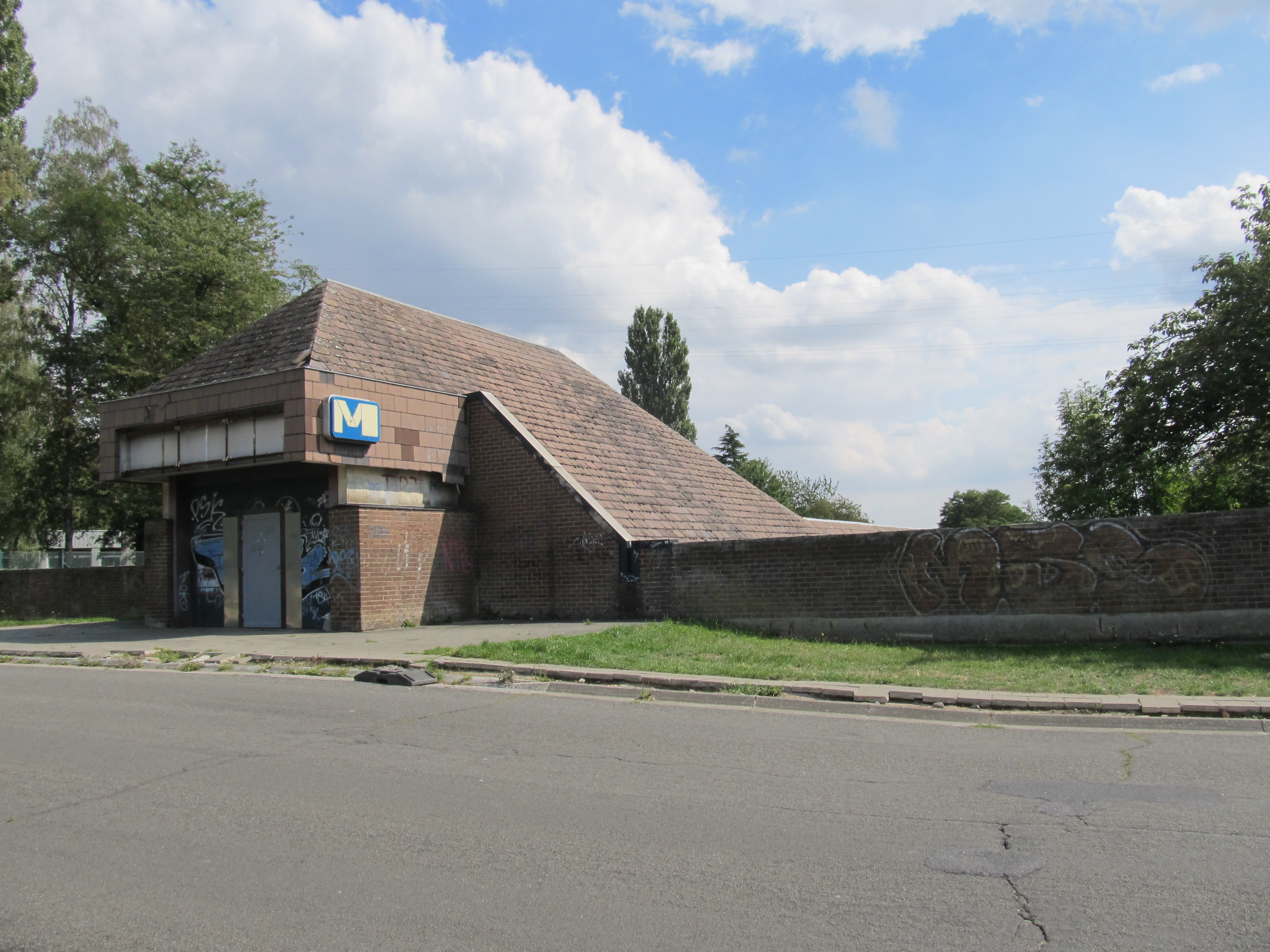
Eingang zur jahrzehntelang nicht eröffneten Station Pensée, 2020

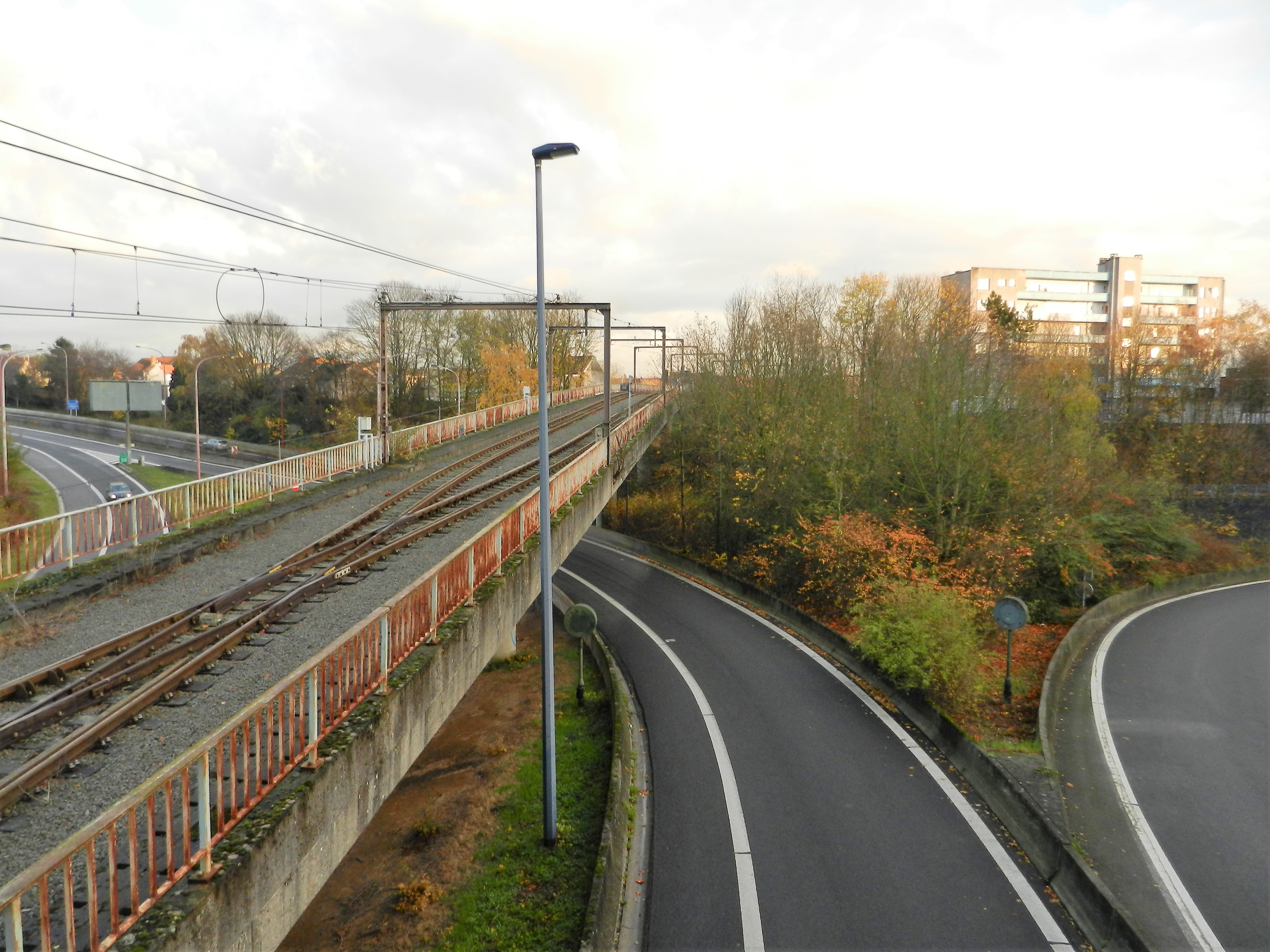
Strecke nach Centenaire am Tunnelportal südöstlich der Station Waterloo 2017. Gleiskreuzung links auf der Brücke erkennbar. Blick stadtauswärts auf A54/Ring 9.

Auf Teilen der Trasse einer stillgelegten Eisenbahnstrecke (Linie 140A) zwischen dem ehemaligen Bahnhof Charleroi-Nord und Châtelet wurde ein weiterer Streckenast der Stadtbahn angelegt. Der Abschnitt Waterloo–Centenaire mit den vier Stationen Neuville, Chet, Pensée und Centenaire war im Jahr 1987 betriebsbereit, wurde aber dann nicht im Linienverkehr benutzt. Die darüber hinaus fertig trassierte Strecke hatte keine Gleise, aber die Rohbauten der zwei Stationen Champeau und Roctiau. Sie endete mit einem mehrere hundert Meter langen, ungenutzten Rohbautunnel im Bereich der Stadtgrenze Charleroi–Châtelet.
Während die Stationen in den folgenden Jahrzehnten verfielen, wurden die Gleise und die Oberleitungen instand gehalten, und die Ausbildung neuer Fahrer wurde über längere Zeit auf dem Streckenabschnitt Waterloo–Chet durchgeführt. Wie auf dem Streckenast nach Soleilmont kreuzen sich die Richtungsgleise kurz nach der Trennung vom Innenstadtring, sodass die Strecke im Linksverkehr befahren wird.

#### Planungen der 2010er Jahre
Das weitere Vorgehen in Bezug auf die Strecke nach Centenaire wurde im wallonischen Parlament am 28. Juni 2011 behandelt. Es wurde beschlossen, bis zum Jahresende 2012 darüber eine Machbarkeitsstudie zu erstellen. Besonderes Interesse bestand unter anderem, weil man überlegte, mit der Station Corbeau das neue Einkaufszentrum Cora im Ort Châtelineau an der Stadtgrenze von Charleroi und Châtelet zu erschließen. Das Einkaufszentrum wurde mit 15.255 Quadratmetern Verkaufsfläche geplant.
TEC teilte mit, dass zur Herstellung eines betriebsfähigen Zustandes für den fertiggestellten Streckenabschnitt Investitionen von geschätzt 15 Millionen Euro notwendig wären. Die Kosten zur Vervollständigung des Rohbauabschnitts bis Corbeau wurden auf weitere 24 Millionen Euro geschätzt. Außerdem wurden etwa 12,5 Millionen Euro für zusätzliche Fahrzeuge eingerechnet, was zu überschlägigen Gesamtkosten von 51,5 Millionen Euro führte – ohne die dann anfallenden Betriebskosten. Eine Weiterführung der Strecke um die beiden ursprünglich geplanten Stationen Trieux und Châtelet entlang der einst geplanten Trasse stand 2012 nicht zur Debatte.
Am 25. April 2016 stimmte der Gemeinderat von Charleroi als neue Option dafür, die Strecke bis zu einem zu bauenden Zentralkrankenhaus in Gilly zu verlängern. Hierbei kam auch erstmals wieder eine Verlängerung in die Gemeinde Châtelet ins Spiel, allerdings mit einem neuen Streckenverlauf. Es wurden drei Varianten untersucht:
1. Herrichtung der Strecke bis Centenaire und Endausbau der rohbaufertigen Strecke bis Corbeau, um das Einkaufszentrum Cora anzuschließen, nach dem die Haltestelle dann benannt worden wäre (geschätzt 2,8 Millionen Euro jährliche Betriebskosten zzgl. zu den oben bereits genannten Kosten)
2. Herrichtung der Strecke bis Centenaire und Verlängerung bis zum neuen Krankenhaus
3. Endgültige Stilllegung der gesamten Strecke und Abriss der verfallenden Anlagen. Abrisskosten wurden 2022 auf knapp 19 Millionen Euro taxiert.[19]:4

Im April 2017 wurden die jährlichen Kosten, um die Infrastruktur in Betrieb zu halten, mit ca. 180.000 Euro angegeben, mit Stand 2022 hingegen mit 120.000 Euro:4. Diese Kosten seien nicht vermeidbar, weil der Innenstadtring über diese Strecke mit Strom versorgt werde. Die Regierung rechnete zum damaligen Stand selbst bei einem positiven Ausgang der Studie nicht damit, bald mit dem Bau anfangen zu können.

#### Bau in den 2020er Jahren
Am 1. Februar 2021 wurde bekanntgegeben, dass Variante 2 zum „Grand Hôpital de Charleroi“ in Gilly mit seinen 900 Betten realisiert wird. Baubeginn für das neue Zentralkrankenhaus war im Jahr 2019, seine Eröffnung soll im Juni 2024 stattfinden.
Die zu eröffnende Strecke soll 5,5 km lang sein und eine 500 Meter lange Neubaustrecke beinhalten, die an das bisherige Ende der Anlagen anschließen wird. Die insgesamt acht Stationen der Strecke sollen sich aus den vier verfallenen (Neuville, Yernaux, Pensée, Centenaire), aus zwei unfertigen (Champeau, Roctiau), und aus zwei neu zu bauenden Stationen (Corbeau, Les Viviers) zusammensetzen.:3
Die Station Corbeau wird nordöstlich des Einkaufszentrums Cora angelegt und ein unterirdischer Neubau sein, der an einen als Rohbau vorhandenen Tunnel anschließt. Der folgende Abschnitt wird oberirdisch und zum kleinen Teil entlang der 1953 stillgelegten Bahnstrecke Luttre–Châtelet (Linie 119 im RAVeL-Netz) verlaufen. Die Endhaltestelle Les Viviers wird an einem Eingang des Krankenhauses angelegt. Sie wird nur rund einen Kilometer von der Station Gilly des Streckenasts nach Soleilmont entfernt sein.
Die Kosten sollen sich auf 60 Millionen Euro belaufen.:4 Die Gemeinden Charleroi und Châtelet erhalten dazu Geld aus dem Investitionsplan „Plan de Relance Wallon“, mit dem 787 Millionen Euro in die Infrastruktur der Region fließen sollen. Die Mittel stammen aus dem Aufbauinstrument „NextGenerationEU“. Charleroi selbst stellt 250 Millionen Euro für verschiedene Investitionen bereit.
Als Umsetzungszeitraum wird mit Stand 2022 der Sommer 2023 bis August 2026 genannt. Die Baugenehmigung für die Strecke, die acht Stationen und ein Betriebsgebäude wurde im Januar 2023 erteilt. Die Bauarbeiten begannen am 14. November 2023. Es werden der Oberbau saniert, 6000 Bahnschwellen ersetzt, 12 Kilometer Kabelkanäle repariert und drei Gleiswechsel und eine Gleiskreuzung erneuert. Im Herbst 2024 wurde mit einer Eröffnung Anfang 2027 gerechnet.

### Entwicklung der Gleisinfrastruktur
Die Entwicklung der Gleisinfrastruktur mit Veränderungen und Planungen von 1980 bis 2012 wird in den folgenden Zeichnungen veranschaulicht:

Stadtring West zur Betriebsaufnahme 1980
Westast 1982
Anschlüsse West und Station Beaux-Arts zur Betriebsaufnahme 1983
Planung zum Betrieb der Ostäste ab Waterloo 1985
Stadtbahnabschnitt Fontaine–Petria auf dem Westast 1986
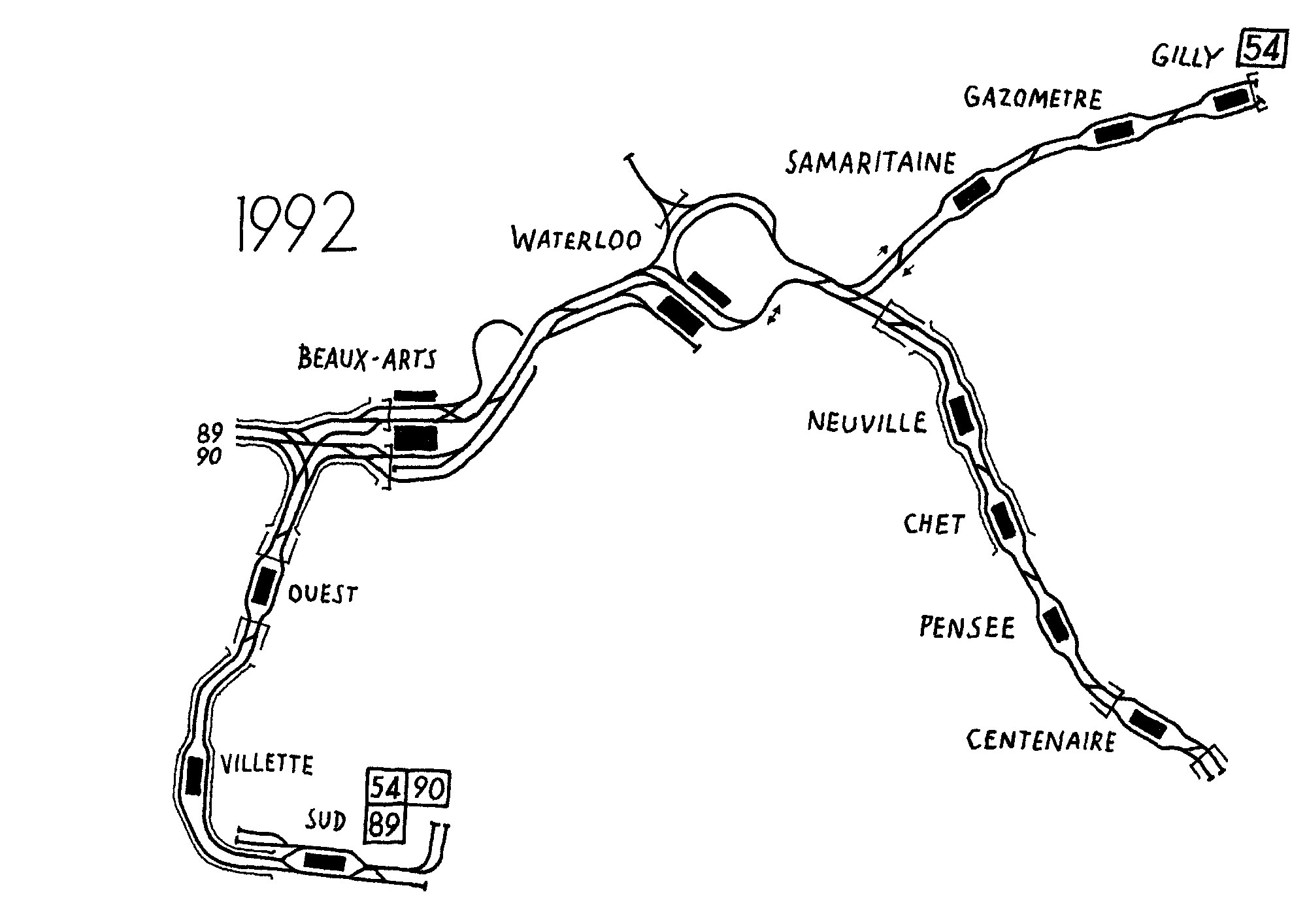
Zentralbereich 1992
Zentralbereich 1997
Ostast nach Soleilmont 2012

### Eröffnungsdaten

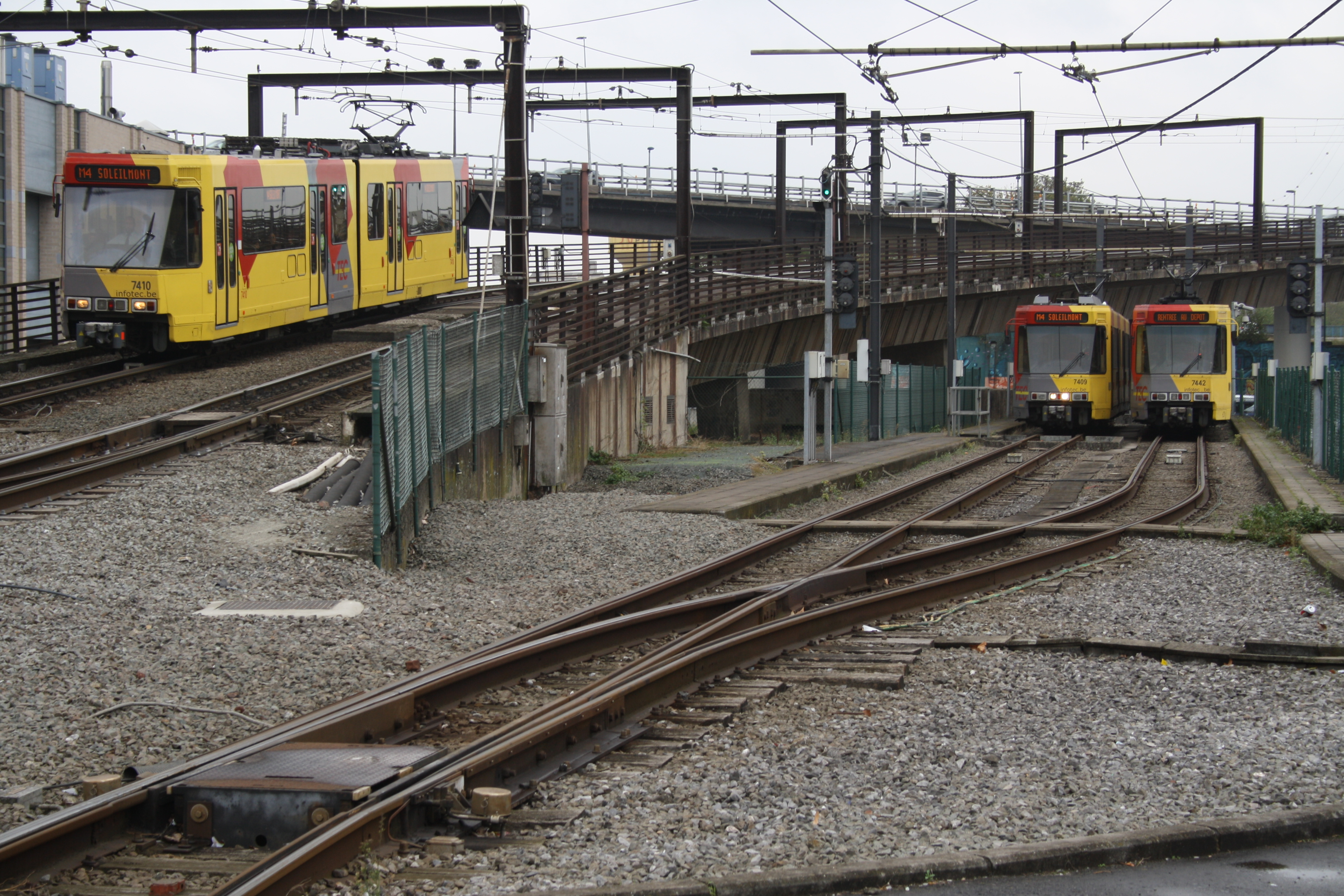
Métrozüge der Bauart 7400 an der damaligen Station Sud fotografiert 2016. Bei einem Umbau 2021 bis 2023 wurden die Abstellgleise entfernt.

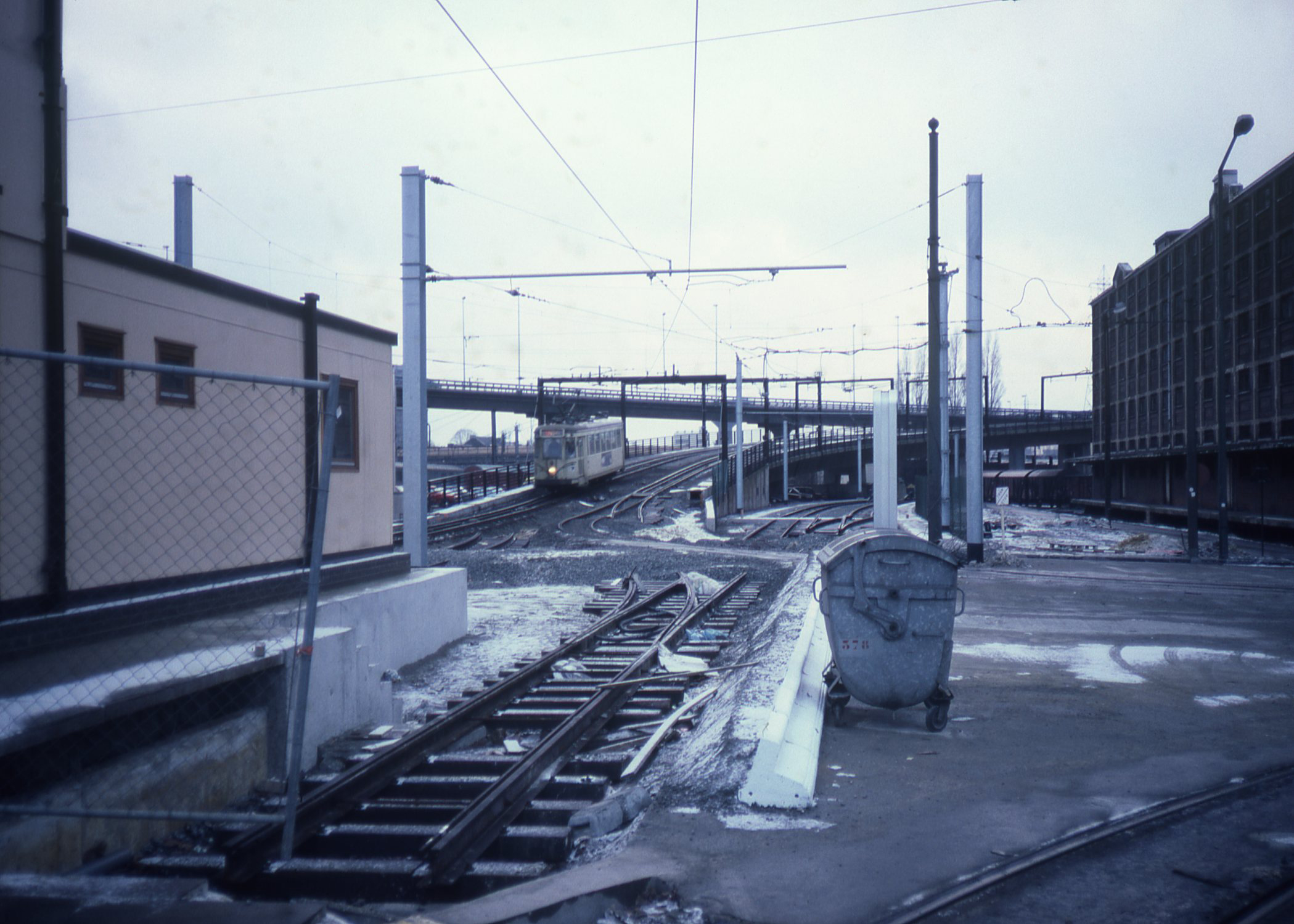
Überlandstraßenbahn des Typs S fotografiert 1986 an fast gleicher Stelle

| Jahr | Ast nach       | Strecke                  | Anzahl neuer Bahnhöfe |
| ---- | -------------- | ------------------------ | --------------------- |
| 1976 | Innenstadtring | Sud – Ouest              | 3                     |
| 1980 | Anderlues      | Ouest – Piges            | 1                     |
| 1982 | Anderlues      | Moulin – Paradis         | 3                     |
| 1983 | Innenstadtring | Ouest/Piges – Beaux-Arts | 1                     |
| 1983 | Anderlues      | Piges – Providence       | 1                     |
| 1986 | Anderlues      | Paradis – Pétria         | 2                     |
| 1992 | Anderlues      | Providence – Moulin      | 3                     |
| 1992 | Innenstadtring | Beaux-Arts – Waterloo    | 1                     |
| 1992 | Soleilmont     | Waterloo – Gilly         | 3                     |
| 1996 | Innenstadtring | Waterloo – Parc          | 2                     |
| 2012 | Innenstadtring | Sud – Parc               | 1                     |
| 2012 | Soleilmont     | Gilly – Soleilmont       | 3                     |
| 2013 | Gosselies      | Piges – Gosselies        | 15                    |
| 2023 | Innenstadtring | Central – Sambre (Umbau) | 1                     |

### Liniennetz bis Februar 2012
Das Netz wurde bis 26. Februar 2012 von folgenden Linien befahren:
| Linie | Strecke                                               | Netzplan bis 26. Februar 2012 |
| ----- | ----------------------------------------------------- | ----------------------------- |
| 54    | Sud ←→ Waterloo ←→ Gilly                              |                               |
| 55    | Parc ←→ Waterloo ←→ Gilly                             |                               |
| 84    | Fontaine ←→ Gilly (gestrichene Linie, nur in der HVZ) |                               |
| 88    | Parc ←→ Waterloo ←→ Beaux-Arts ←→ Anderlues           |                               |
| 89    | Sud ←→ Beaux-Arts ←→ Anderlues                        |                               |

### Linienreform 2012

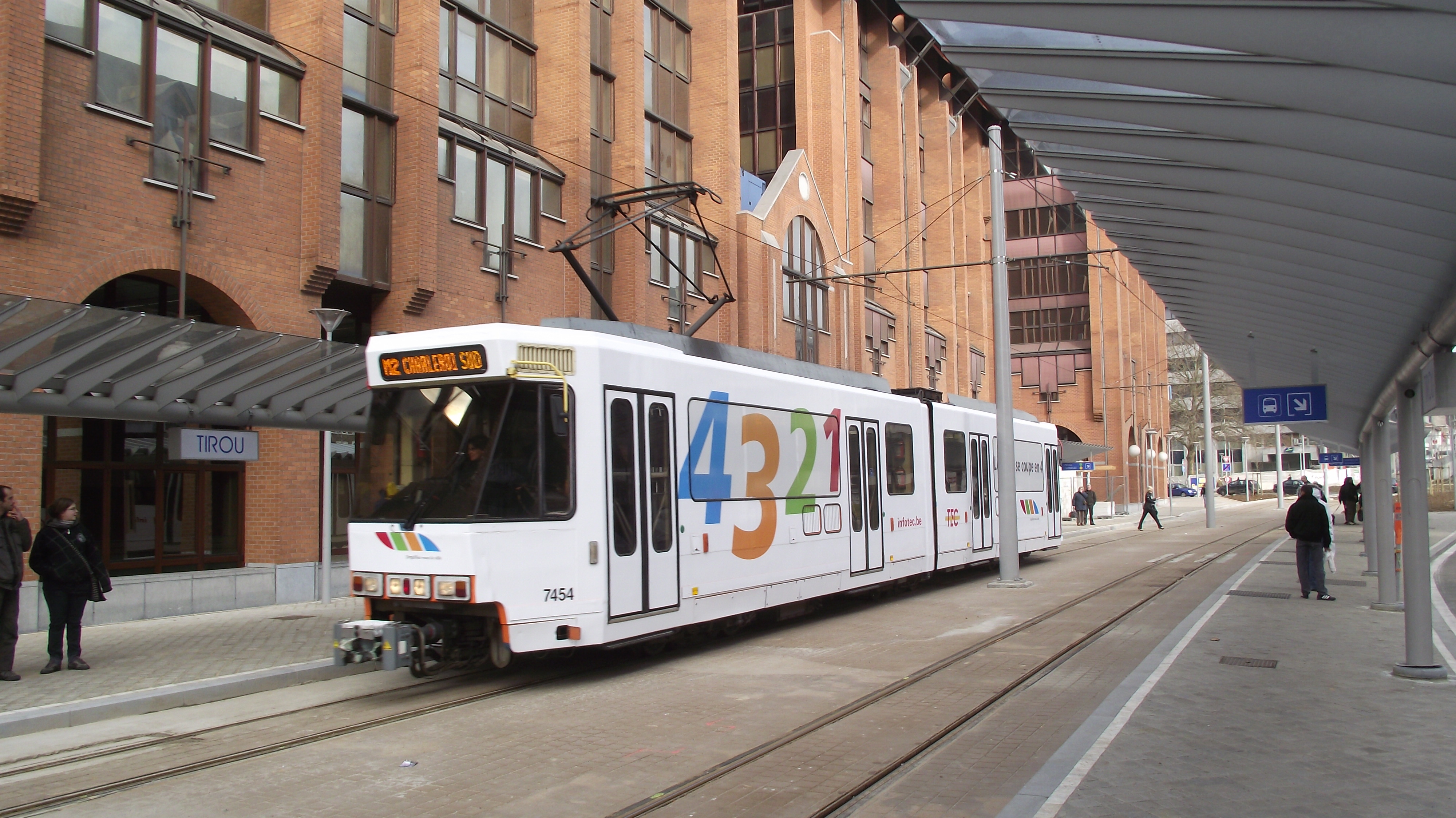
2012 neu eröffnete Haltestelle Tirou auf dem Innenstadtring: Zug der Linie M2 im Uhrzeigersinn trägt Ganzreklame für die Linienumstellung

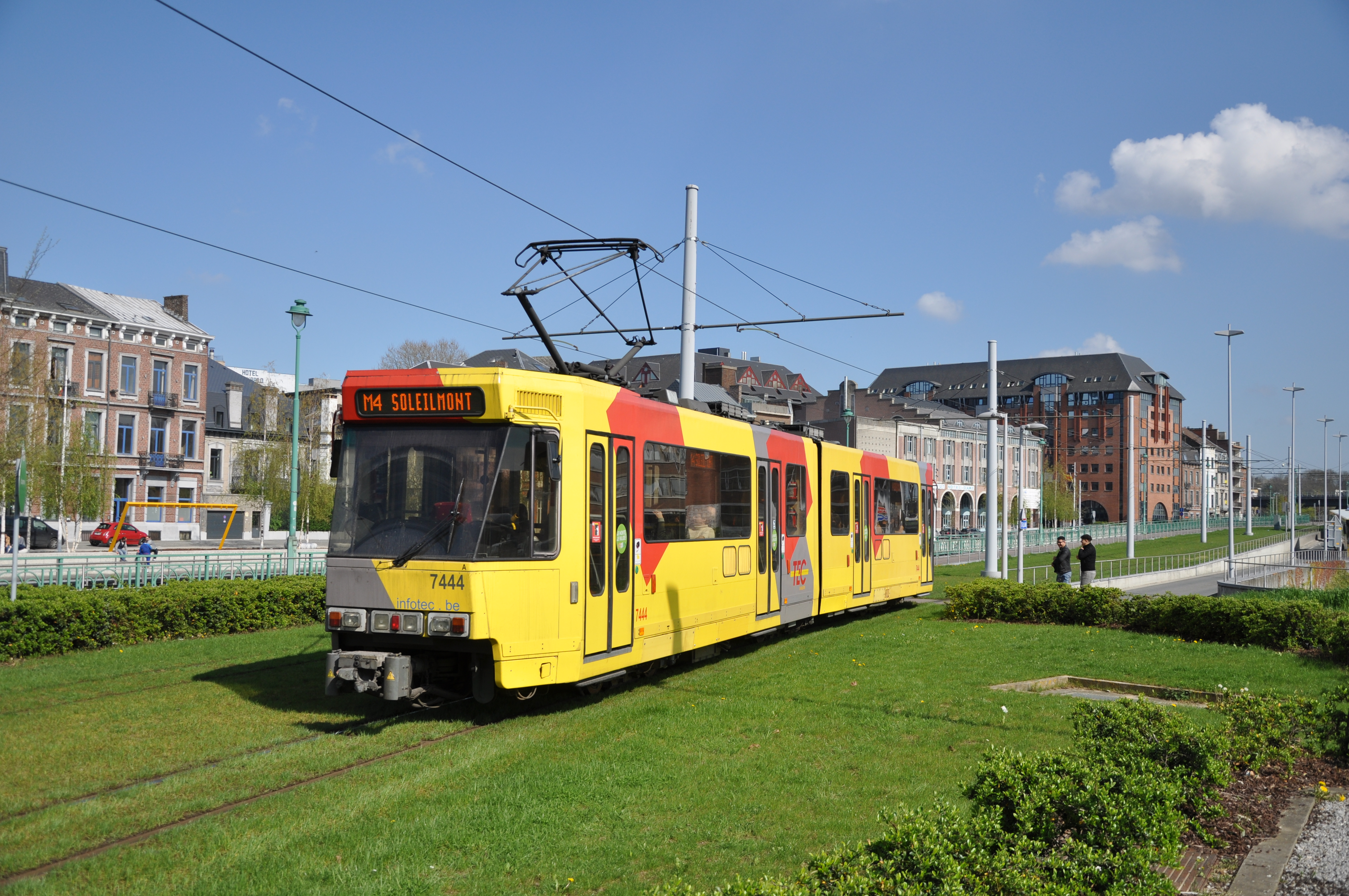
Teile der Neubaustrecke zwischen Tirou und Sud wurden als Rasengleis ausgeführt

Die Fertigstellung des Innenstadtrings und die gleichzeitige Streckenverlängerung von Gilly nach Soleilmont am 27. Februar 2012 nutzte man für eine tiefgreifende Linienreform, die bereits die 2013 eröffnete Strecke nach Gosselies mit berücksichtigte. Damit verschwanden die letzten traditionellen Straßenbahn-Liniennummern. Die Linien wurden von M1 bis M4 neu nummeriert und es wurden Kennfarben zugewiesen, die sich auf Fahrplänen und Liniennetzplänen wiederfinden.
Alle Linien haben den Innenstadtring als Ziel und durchfahren diesen jeweils nur in einer Richtung. In der folgenden Tabelle sind jeweils die Haltestellen genannt, an denen die Linien auf den Innenstadtring treffen bzw. diesen wieder verlassen:
| Linie | Kennfarbe | Strecke                                                                                            | Inbetriebnahme   | Bemerkungen |
| ----- | --------- | -------------------------------------------------------------------------------------------------- | ---------------- | --- |
| M1    | rot       | Anderlues → Ouest → Stadtring gegen den Uhrzeigersinn → Beaux-Arts → Anderlues                     | 27. Februar 2012 | ersetzt die früheren Linien 88 und 89. |
| M2    | grün      | (Anderlues →) Pétria → Beaux-Arts → Stadtring im Uhrzeigersinn → Beaux-Arts → Pétria (→ Anderlues) | 27. Februar 2012 | Um eine gleichmäßige Bedienung des Innenstadtrings in beiden Richtungen zu erreichen, wurden in einer Übergangszeit (bis zur Eröffnung der Linie M3) alle Fahrten der Linie M2 von Pétria nach Anderlues verlängert. Dafür verkehrte die Linie M1 entsprechend seltener. |
| M3    | gelb      | Gosselies → Beaux-Arts → Stadtring im Uhrzeigersinn → Beaux-Arts → Gosselies                       | 22. Juni 2013    | von 3. September 2012 bis 21. Juni 2013 Vorlaufbetrieb nur auf dem Stadtring von/bis Beaux-Arts ab Piges als Straßenbahn auf besonderem Bahnkörper |
| M4    | blau      | Soleilmont → Waterloo → Stadtring gegen den Uhrzeigersinn → Waterloo → Soleilmont                  | 27. Februar 2012 | ersetzt die früheren Linien 54 und 55, verlängert von Gilly nach Soleilmont. |

## Stationen

### Tunnelstationen
| Name        | Eröffnung        | Strecke                  | Anmerkungen                                                                                        |
| ----------- | ---------------- | ------------------------ | -------------------------------------------------------------------------------------------------- |
| Palais      | 24. Mai 1983     | Innenstadtring           | M1 und M4 ↺, M2 und M3 halten in beiden Richtungen. Station hieß bis 8. September 2023 Beaux Arts. |
| Dampremy    | 24. Mai 1983     | Strecke nach Anderlues   | Oberirdisch eingehauste Station                                                                    |
| De Cartier  | 22. August 1992  | Strecke nach Anderlues   | |
| Fontaine    | 25. Mai 1986     | Strecke nach Anderlues   | |
| Gazomètre   | 28. August 1992  | Strecke nach Soleilmont  | |
| Gilly       | 28. August 1992  | Strecke nach Soleilmont  | |
| Janson      | 30. August 1996  | Innenstadtring           | M2 und M3 ↻, M1 und M4 ↺                                                                           |
| Marabout    | 27. Februar 2012 | Strecke nach Soleilmont  | |
| Ouest       | 30. Juni 1980    | Innenstadtring           | M2 und M3 ↻, M1 und M4 ↺                                                                           |
| Parc        | 30. August 1996  | Innenstadtring           | M2 und M3 ↻, M1 und M4 ↺                                                                           |
| Samaritaine | 28. August 1992  | Strecke nach Soleilmont  | |
| Waterloo    | 28. August 1992  | Innenstadtring           | M2 und M3 ↻, M1 ↺ , M4 hält in beiden Richtungen                                                   |
| Centenaire  | vsl. 2027        | Strecke nach Les Viviers | Fertigstellung 1987, nicht eröffnet. Sanierung geplant ab 2023.                                    |
| Corbeau     | vsl. 2027        | Strecke nach Les Viviers | Neubau geplant ab 2023.                                                                            |

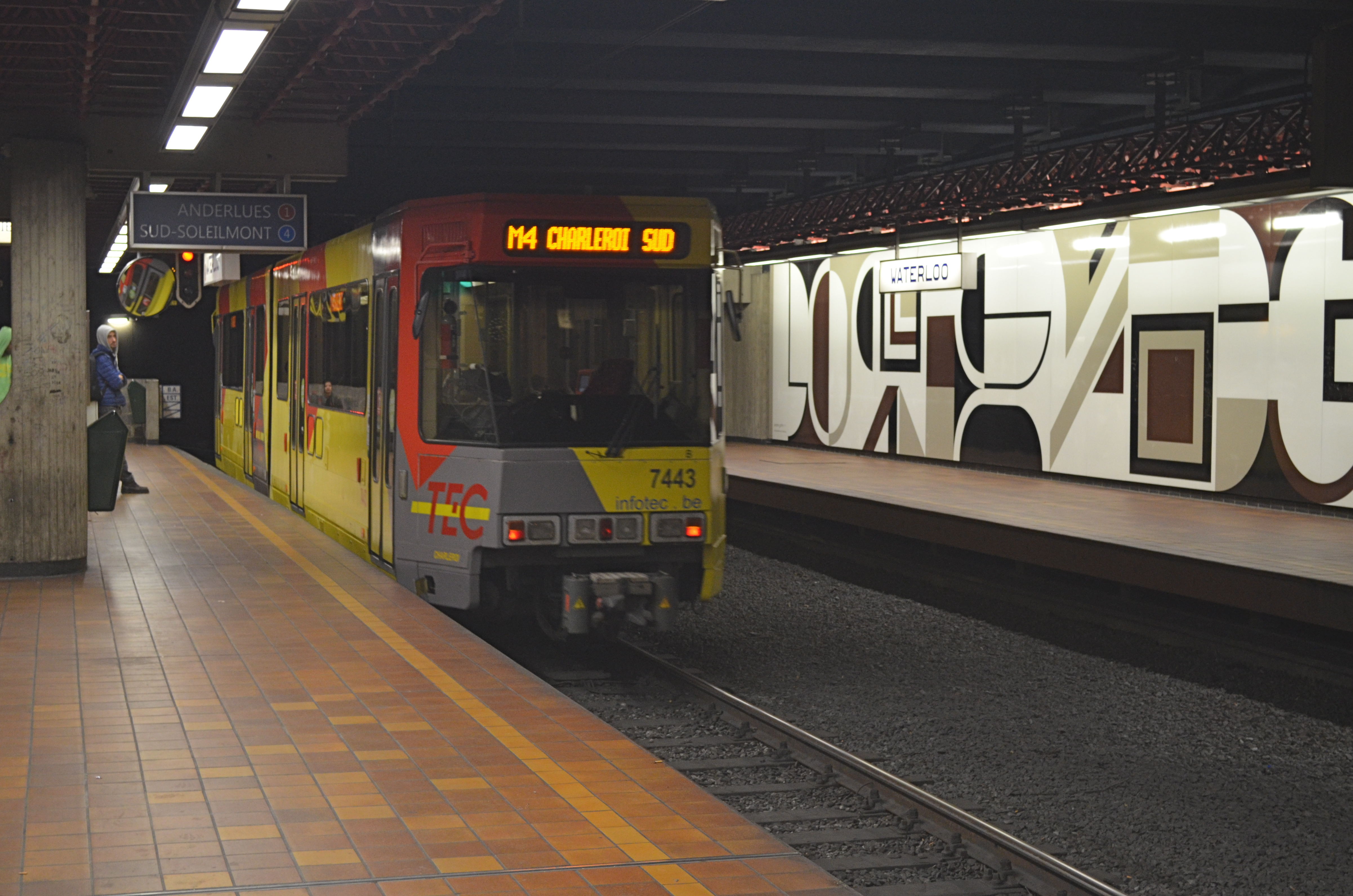
U-Bahnhof Waterloo: Der Zug der M4 wird den Ring gegen den Uhrzeigersinn durchfahren und vor dessen Verlassen diese Stelle nochmals erreichen. Rechts sichtbar der ungenutzte Seitenbahnsteig mit einer Wandmalerei von André Goffin.

↻: Züge der Linie auf dem Innenstadtring nur im Uhrzeigersinn

↺: Züge der Linie nur gegen den Uhrzeigersinn

### Hochbahnhöfe

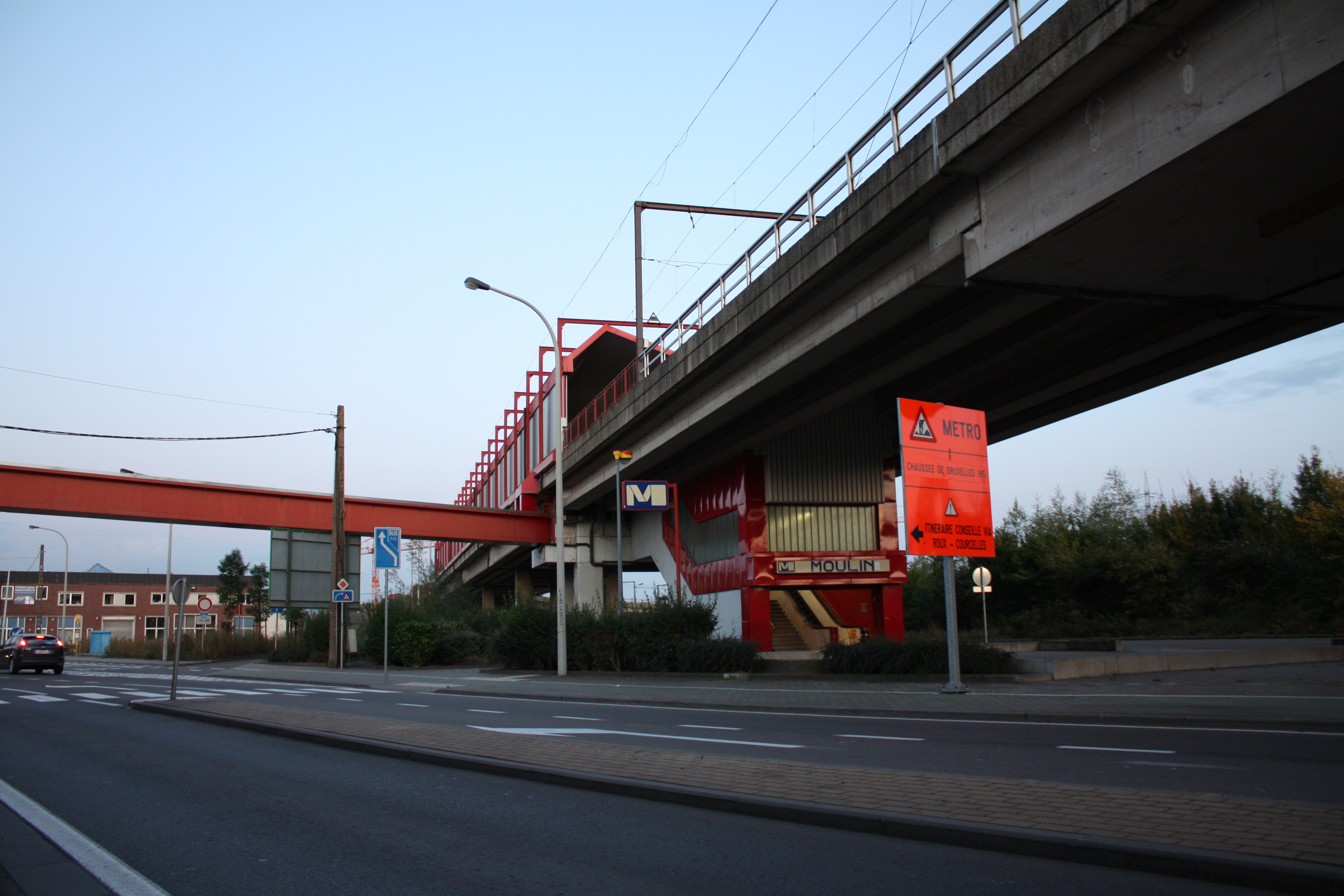
Der Hochbahnhof Moulin

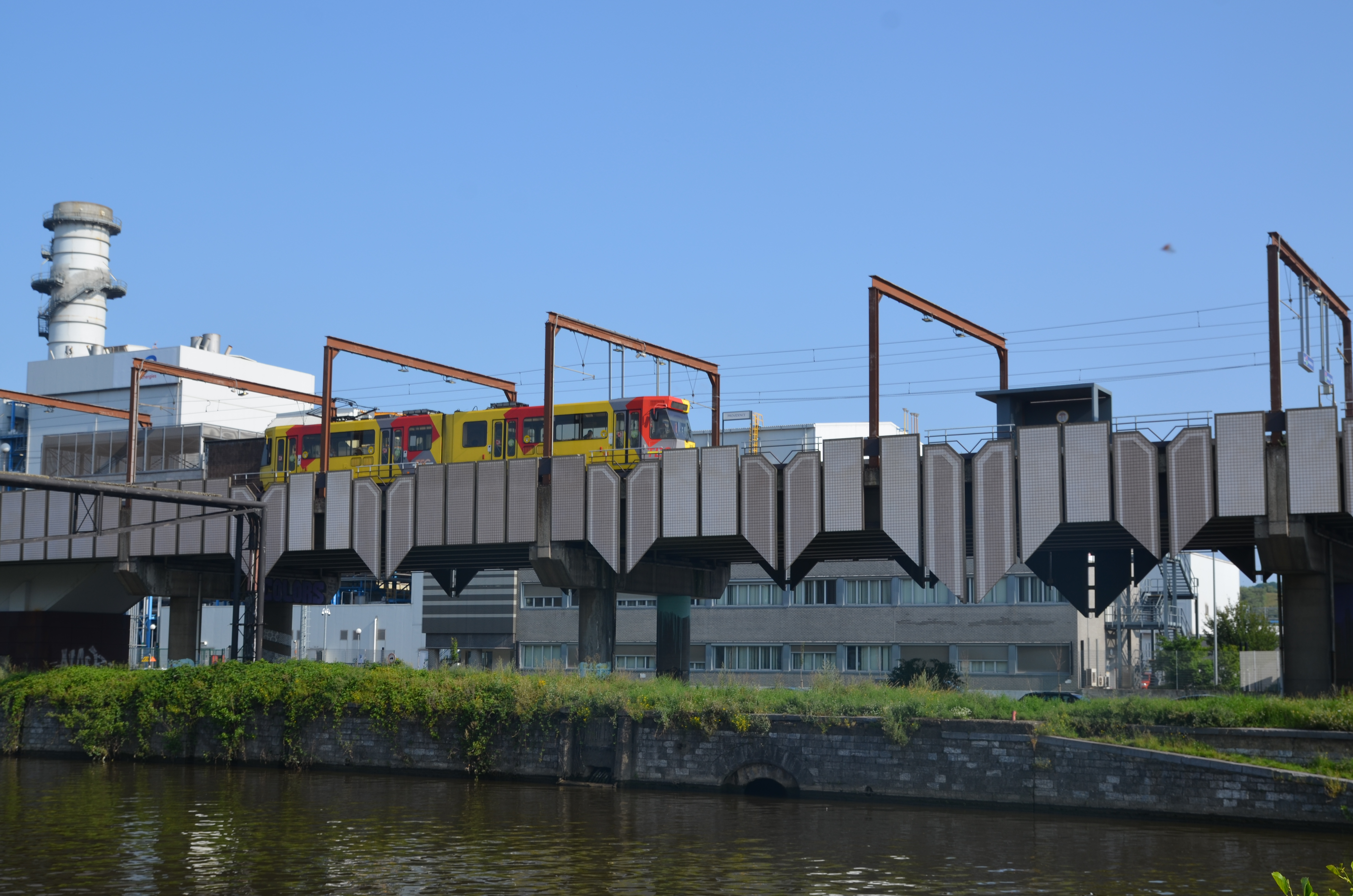
Der Hochbahnhof Providence liegt inmitten einer Industrielandschaft am Ufer des Sambre

| Name       | Eröffnung       | Strecke                               | Anmerkungen |
| ---------- | --------------- | ------------------------------------- | --- |
| Moulin     | 22. August 1992 | Strecke nach Anderlues                | |
| Paradis    | 24. Mai 1983    | Strecke nach Anderlues                | |
| Piges      | 30. Juni 1980   | Strecken nach Anderlues und Gosselies | |
| Providence | 22. August 1992 | Strecke nach Anderlues                | |
| Villette   | 21. Juni 1976   | Innenstadtring                        | M2 und M3 ↻, M1 und M4 ↺ |
| Neuville   | vsl. 2027       | Strecke nach Les Viviers              | Fertigstellung 1987, nicht eröffnet. Sanierung geplant ab 2023.                                                                                                   |
| Yernaux    | vsl. 2027       | Strecke nach Les Viviers              | Fertigstellung 1987 unter dem Stationsnamen Chet, nicht eröffnet. Sanierung geplant ab 2023. Nach dem Stadtplaner und Stadtbahn-Architekten Jean Yernaux benannt. |

### Beschreibung

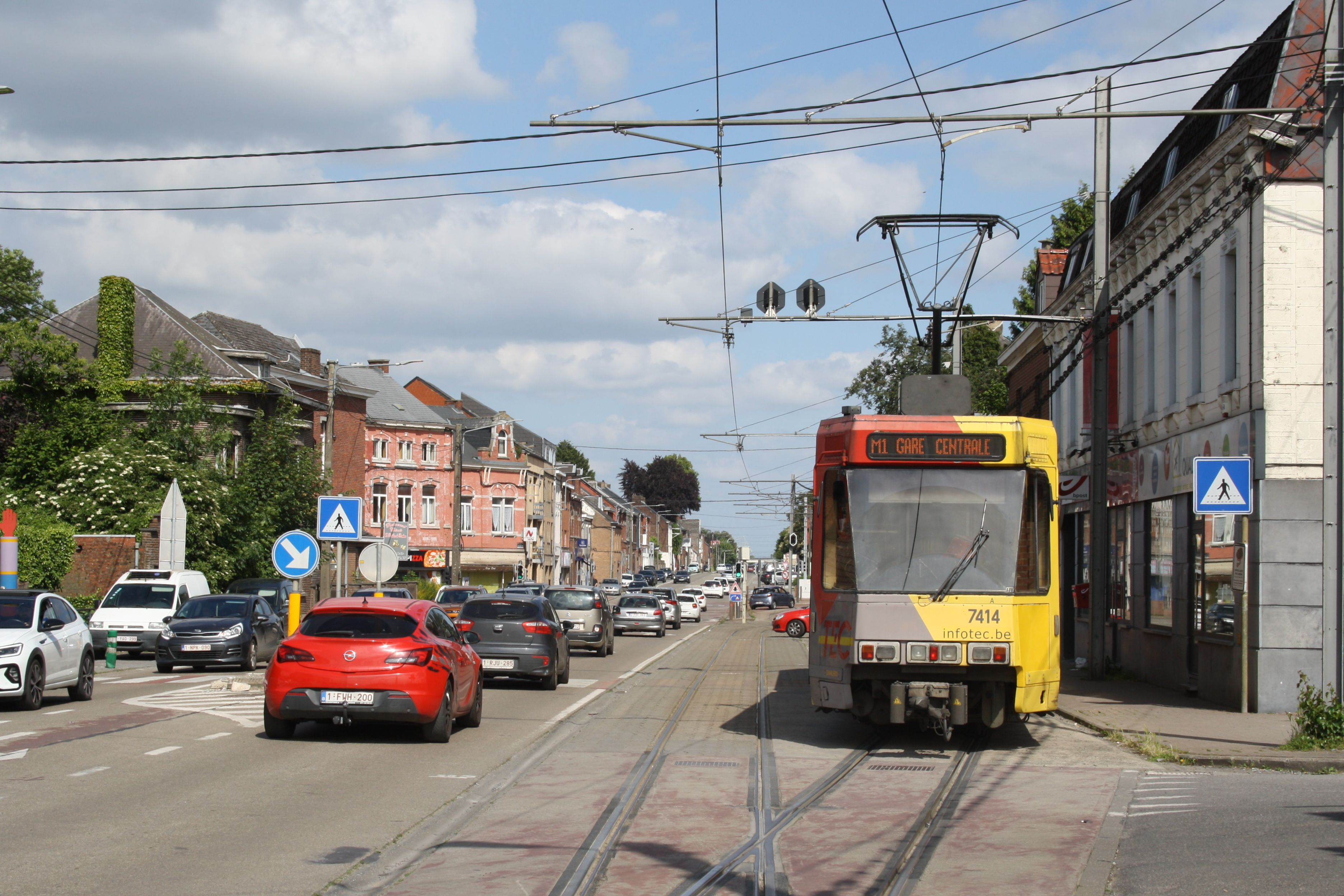
Endhaltestelle Monument in Anderlues

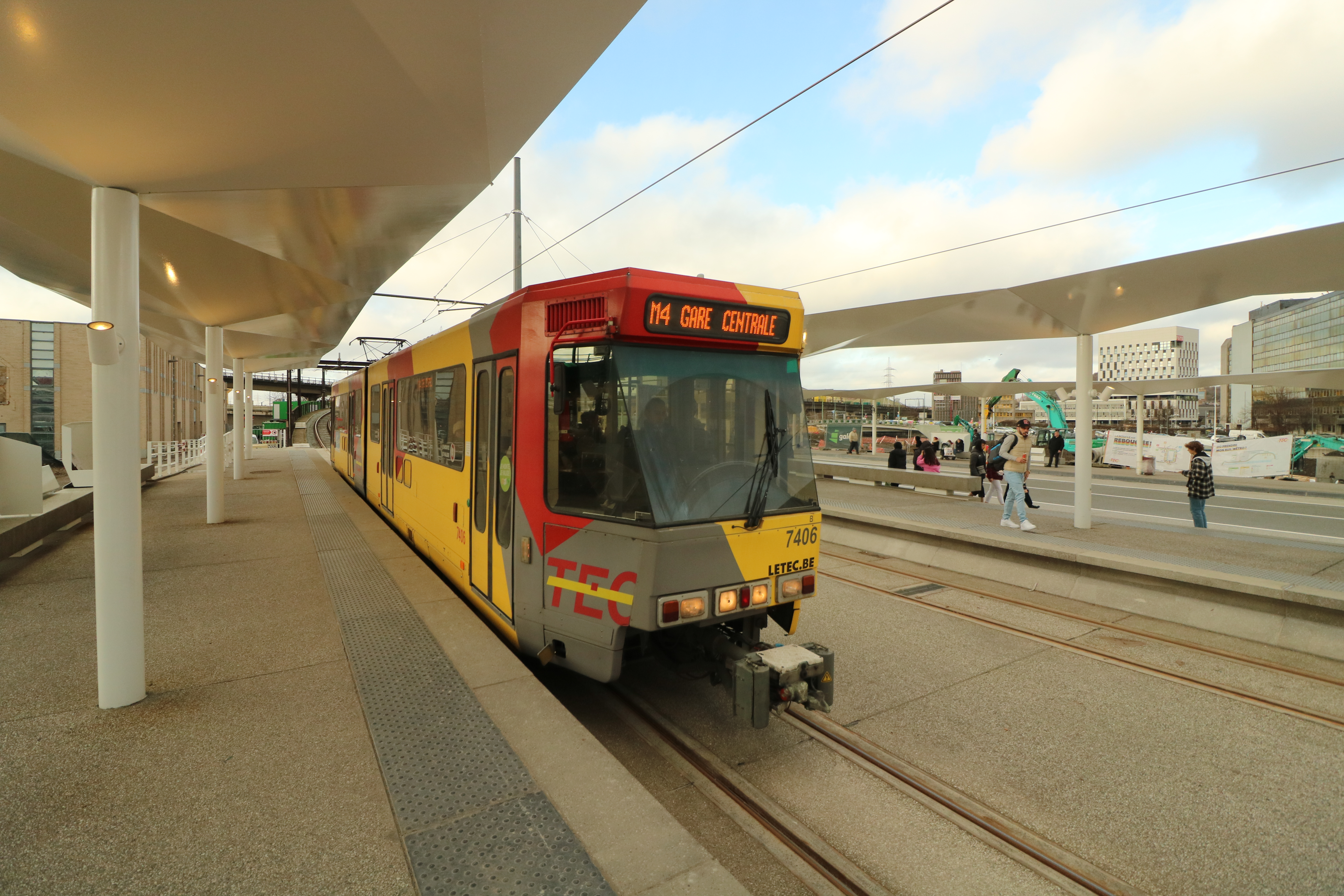
Die 2023 eröffnete Station Gare Centrale

Alle anderen Stationen sind ebenerdig angelegt, im Endabschnitt Pétria–Anderlues gab es bis zu einer Sanierung um 2018 noch niedrige Bahnsteige. In Anderlues und Fontaine-l’Évêque (Station Pétria) kehren die Züge an hinter der Station befindlichen Stumpfgleisen. In Gosselies wird ebenfalls stumpf gewendet, in Soleilmont wurde eine Wendeschleife angelegt.
Größte Station ist der unterirdische Bahnhof Palais mit drei Gleisen an zwei Bahnsteigen und einem Durchfahrgleis. Letzteres liegt an einem dritten, nicht im Fahrgastbetrieb genutzten Bahnsteig, auf dem auf einem in Pflaster eingelassenen Rillengleis ein historischer „Tram vert“-Straßenbahnzug ausgestellt ist. Züge in den Richtungen Anderlues und Gosselies, die den Ring im Uhrzeigersinn befuhren, durchfahren die Station zunächst ohne Halt auf dem südlichen Durchfahrgleis. Sie wenden in der anschließenden unterirdischen Schleife und erreichen zum Halt das nördlichste Gleis der Station. Damit wird jene von diesen Zügen jeweils insgesamt dreimal, bei zwei Systemhalten, erreicht.
Von und nach Soleilmont halten die Züge in beiden Richtungen jeweils an derselben Bahnsteigkante des Mittelbahnsteigs der Station Waterloo. Dort ist als Bauvorleistung ein zusätzlicher Seitenbahnsteig vorhanden, an dem kein Gleis liegt. Der Endbahnhof Soleilmont weist zwei Bahnsteige innerhalb einer Endschleife auf, an denen direkt zu den Omnibussen umgestiegen werden kann.
Seit 2023 ist die Station Gare Centrale am Bahnhof Charleroi-Central eine Durchgangsstation mit zwei Außenbahnsteigen. Westlich der Station beginnt der Hochbahnabschnitt in Richtung des Hochbahnhofs Villette. Die vorherige, 2021 geschlossene Stationsanlage namens Sud, die an den Innenseiten der beiden Schenkel einer Endschleife gelegen hatte, wurde mitsamt der neben der Rampe nach Villette liegenden Abstellgleise abgerissen. An jene Schleife waren für die Komplettierung des Innenstadtring 2012 die Gleise von und nach der Station Tirou angeschlossen worden.
Zwei Stumpfgleise an einem Mittelbahnsteig, parallel dazu ein Abstellgleis, weist die Endstation Faubourg de Bruxelles der Linie M3 in Gosselies auf. Südlich der Station teilt sich die zweigleisige Strecke bis zur Station Carrosse, wobei das stadtauswärtige Gleis durch die schmale Rue de Jumet führt, das Gleis in Richtung Charleroi auf einer aufgelassenen Eisenbahntrasse liegt. Ein Betriebsgleis kurz vor dem Endbahnhof erlaubt in seiner Funktion als Spange zwischen den beiden Richtungsgleisen, ggf. unter Umgehung des Endbahnhofs vor jenem zu wenden.

## Fahrzeuge

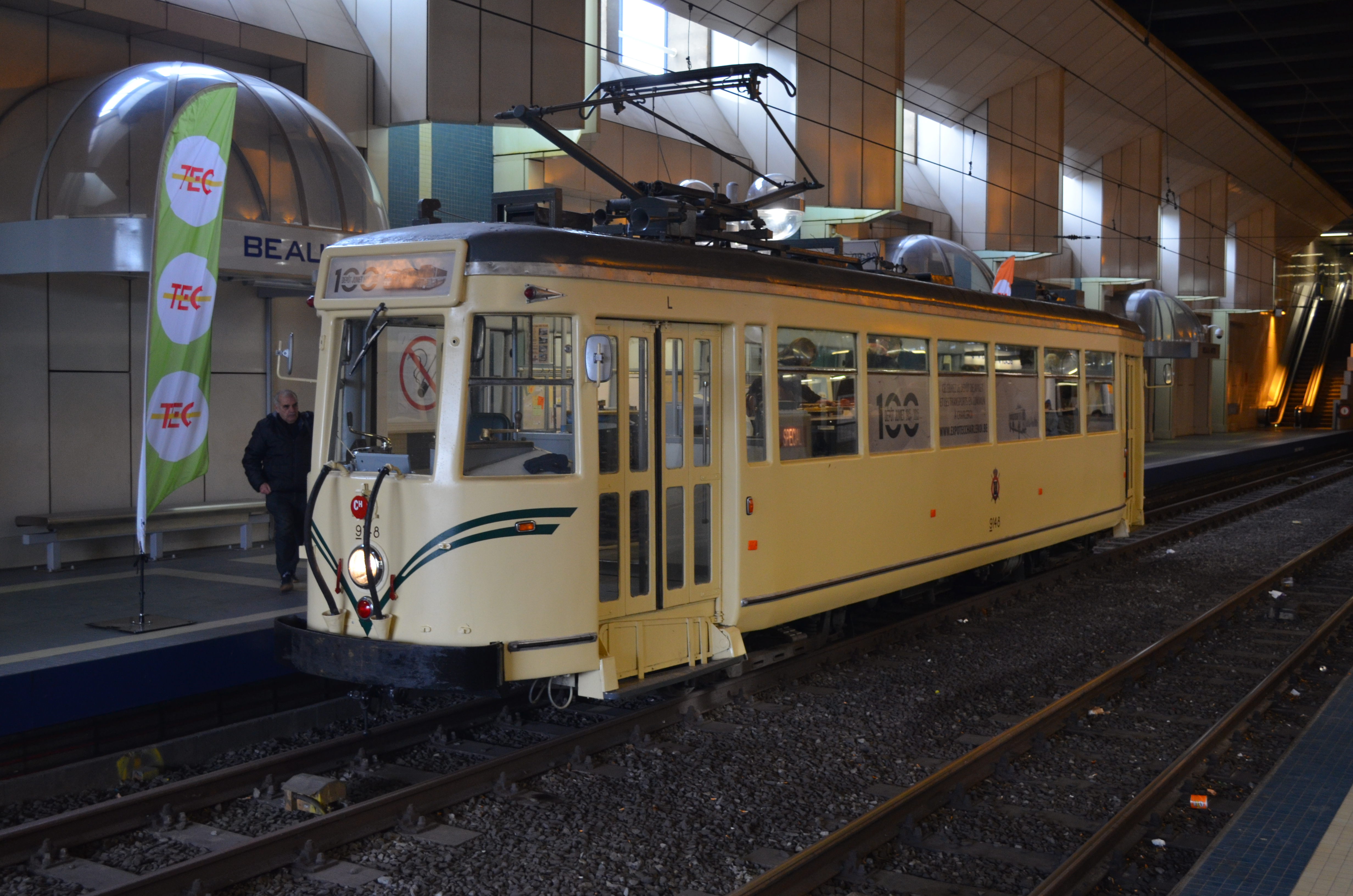
Historischer Triebwagen 9148 (Baureihe SM) in der Station Beaux Arts

In der Anfangszeit verkehrten auf den Métrostrecken Straßenbahnwagen des Typs S, die für diesen Zweck zur Baureihe SM (M für Métro) umgebaut wurden. Hiervon ist der Triebwagen 9148, der dank Klapptrittstufen auch die Hochbahnsteige anfahren kann, fahrfähig erhalten. Einige dieser Triebwagen wurden in den 1980er-Jahren nochmals modernisiert (fortan Baureihe SJ), hiervon existiert noch der Triebwagen 9175 als Arbeits- und Fahrschulwagen. Einige weitere S-Wagen sind als Baufahrzeuge, bspw. für Oberleitungsinspektionen, bis heute im Einsatz. Nahe der Hauptwerkstatt in Jumet stehen noch wenige SJ-Triebwagen als Ersatzteilspender abgestellt.
Im Fahrgasteinsatz verkehrten (Stand 2017) 44 sechsachsige Gelenktriebwagen der Baureihe BN LRV in Zweirichtungsausführung (Bauart 6100 bzw. 7400). 52 Einrichtungswagen dieser Baureihe (Bauart 6000) laufen bei der Kusttram, wohin in der Hauptsaison auch überzählige Wagen aus Charleroi ausgeliehen wurden.
Die Fahrzeuge wurden zwischen 1980 und 1982 bei La Brugeoise et Nivelles (BN) gebaut, Wagen 6103 folgte 1984 in Zweitbesetzung für den 1981 verunfallten Wagen der gleichen Betriebsnummer. Die meterspurigen Triebwagen mit der Achsfolge B’2’B’ sind 22,88 Meter lang und 2,50 Meter breit, ihre Leermasse beträgt 32,5 t. Zwei Elektromotoren à 228 kW beschleunigen sie auf eine Höchstgeschwindigkeit von 65 km/h. Im Zuge der Übernahme durch den TEC und einer Modernisierung in den 2000er Jahren erhielten die bislang in orange/beige lackierten Fahrzeuge u. a. eine gelbe Livrée mit grauen und roten Absetzflächen und neue Sitzbezüge. Unter Beibehaltung der letzten beiden Ziffern werden sie nun als Baureihe 7400 bezeichnet. Die Rollbandanzeigen wurden später durch Matrixanzeigen ersetzt. In der Regel verkehren die Triebwagen einzeln, auf der Linie M4 werden in den Hauptverkehrszeiten auch Doppeltraktionen eingesetzt.

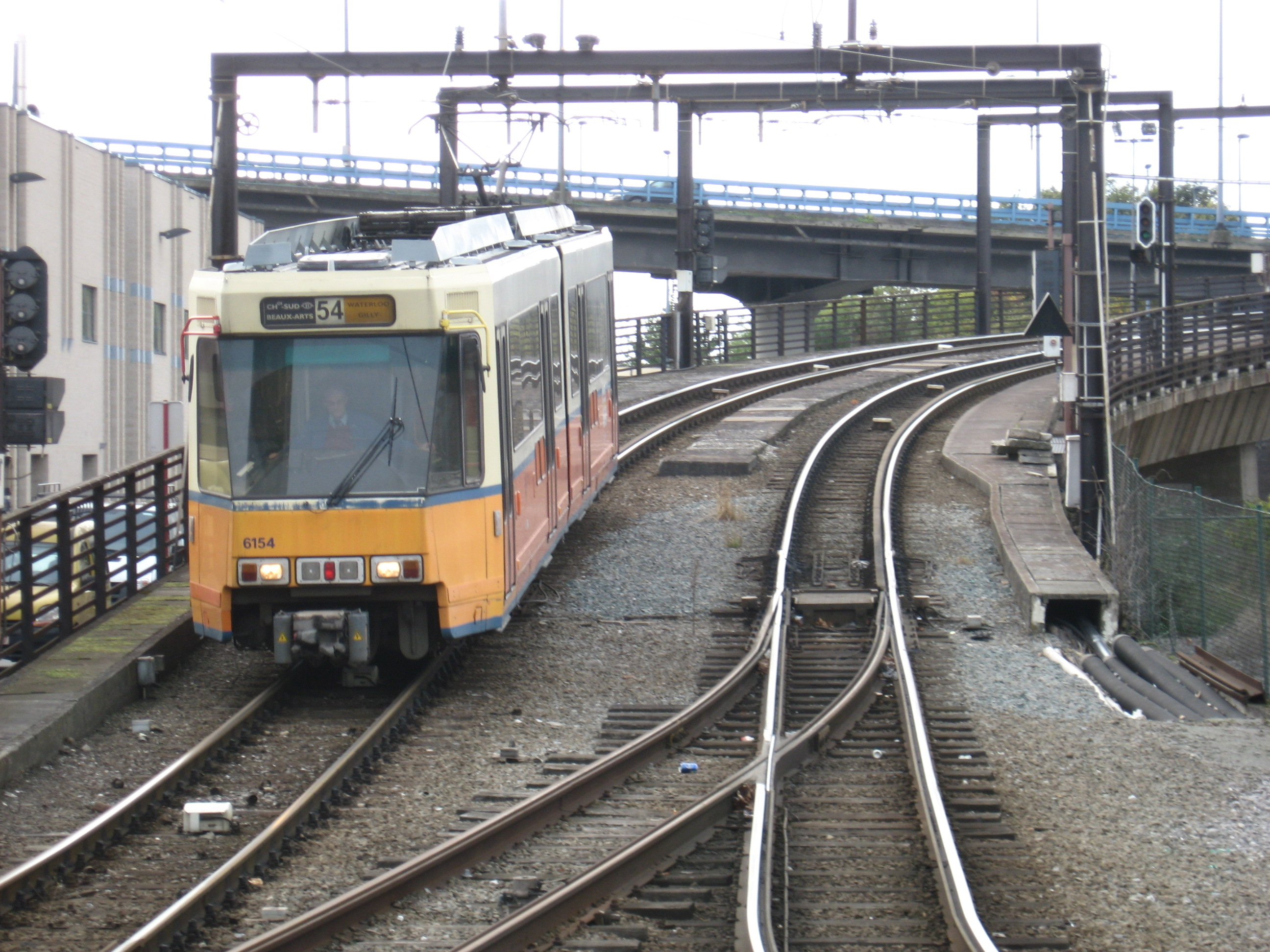
BN-Triebwagen auf der Rampe am Bahnhof Sud (2008)

Die BN-Triebwagen wurden für die ersten größeren Ausbaustufen des geplanten Netzes beschafft, wurden aber in Ermangelung dieser in den Anfangsjahren auch auf den damals noch vorhandenen Straßenbahnlinien um Charleroi eingesetzt. Durch die fortschreitende Stilllegung der SNCV-Strecken und den abrupten Baustopp 1985 wurde der Großteil der Fahrzeuge bald de facto überflüssig, sodass zahlreiche Triebwagen beim Auftreten komplizierterer Schäden (durch Kollisionen etc.) trotz ihres jungen Alters bald einfach abgestellt wurden. Nur bei einem erhöhten Fahrzeugbedarf durch die wenigen Netzerweiterungen in den 1990er-Jahren wurden entsprechend viele Triebwagen wieder hergerichtet und reaktiviert. Der Großteil der noch abgestellten Fahrzeuge wurde für die Netzerweiterungen 2012/2013 unter hohem Aufwand (nach über 20 Jahren Abstellzeit waren die Triebwagen in einem immer schlechteren Zustand) reaktiviert, sodass heute nur noch wenige Wagen abgestellt sind, darunter auch der erste Triebwagen mit der Nummer 6100.
Eine Rekonstruktion von 45 BN-Stadtbahnwagen wurde Ende des Jahres 2018 angekündigt. In den folgenden Jahren sollten unter anderem die Elektrik erneuert, die Innenschwenktüren durch außen laufende Schiebetüren ersetzt und die Front, die Führerstände und der Fahrgastraum umgestaltet werden. Die Kosten sollten sich auf 500.000 Euro pro Wagen belaufen.
Die Fahrzeuge sind in den Betriebshöfen Jumet und Anderlues beheimatet. Ersterer liegt an der Strecke nach Gosselies (M3), beide werden auch für Omnibusse genutzt. Die ehemaligen Straßenbahndepots Genson (STIC) und Nalinnes (SNCV) dienen nur noch dem Busverkehr.

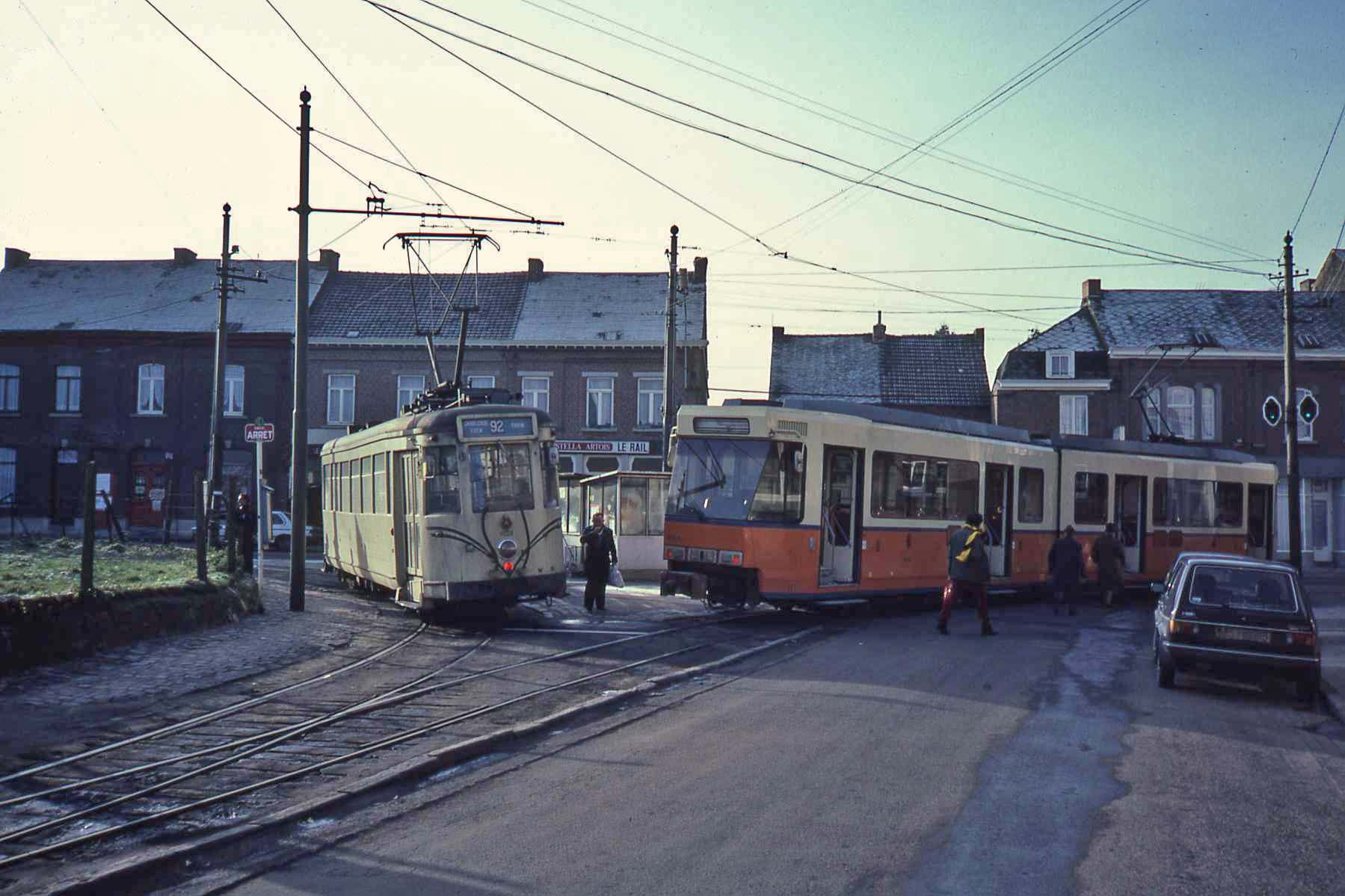
Straßenbahn- (Baureihe SM) und Stadtbahntriebwagen (Bauart 6100) in Anderlues, 1982
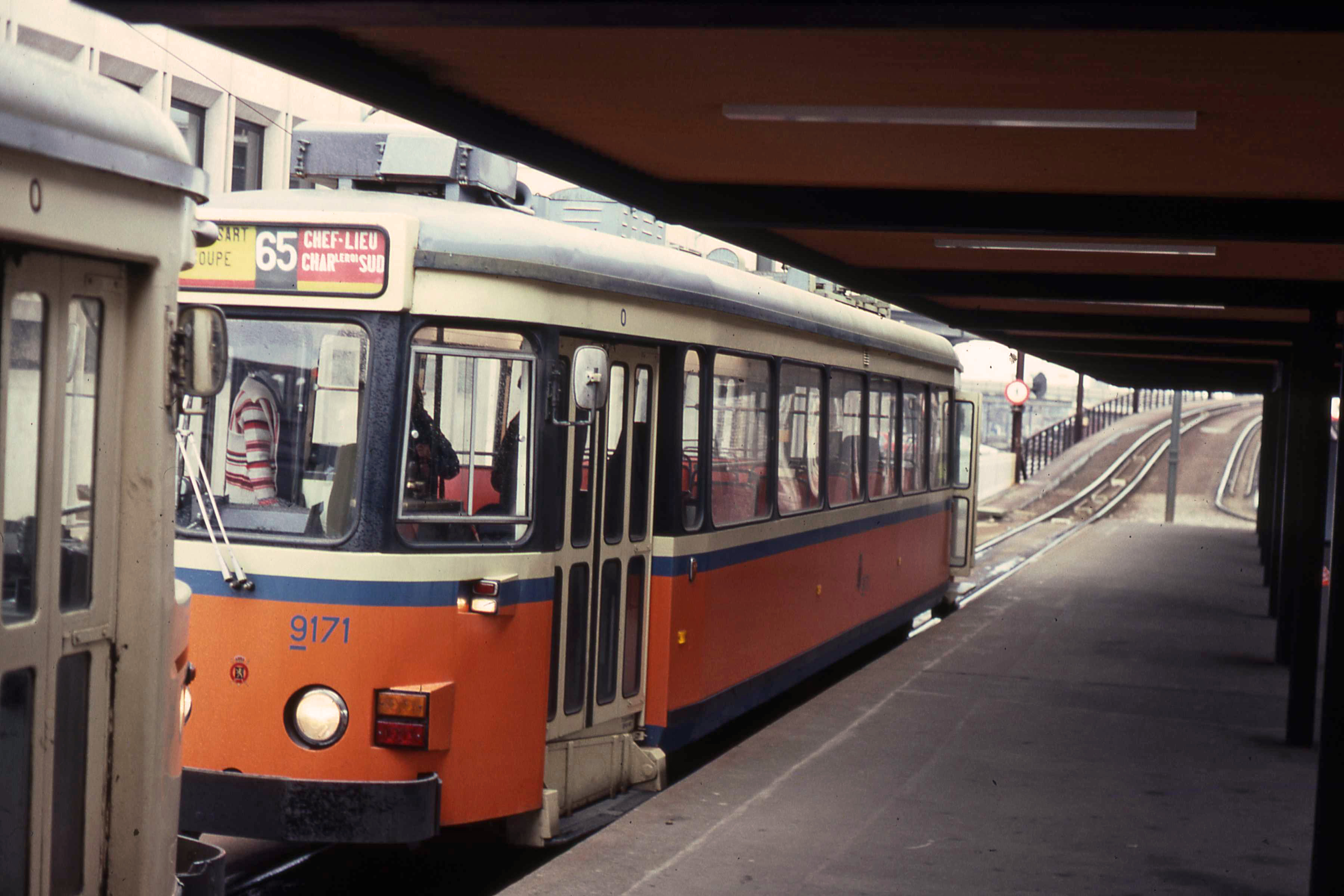
Triebwagen 9171 (Baureihe SJ) in der Station Sud, 1982
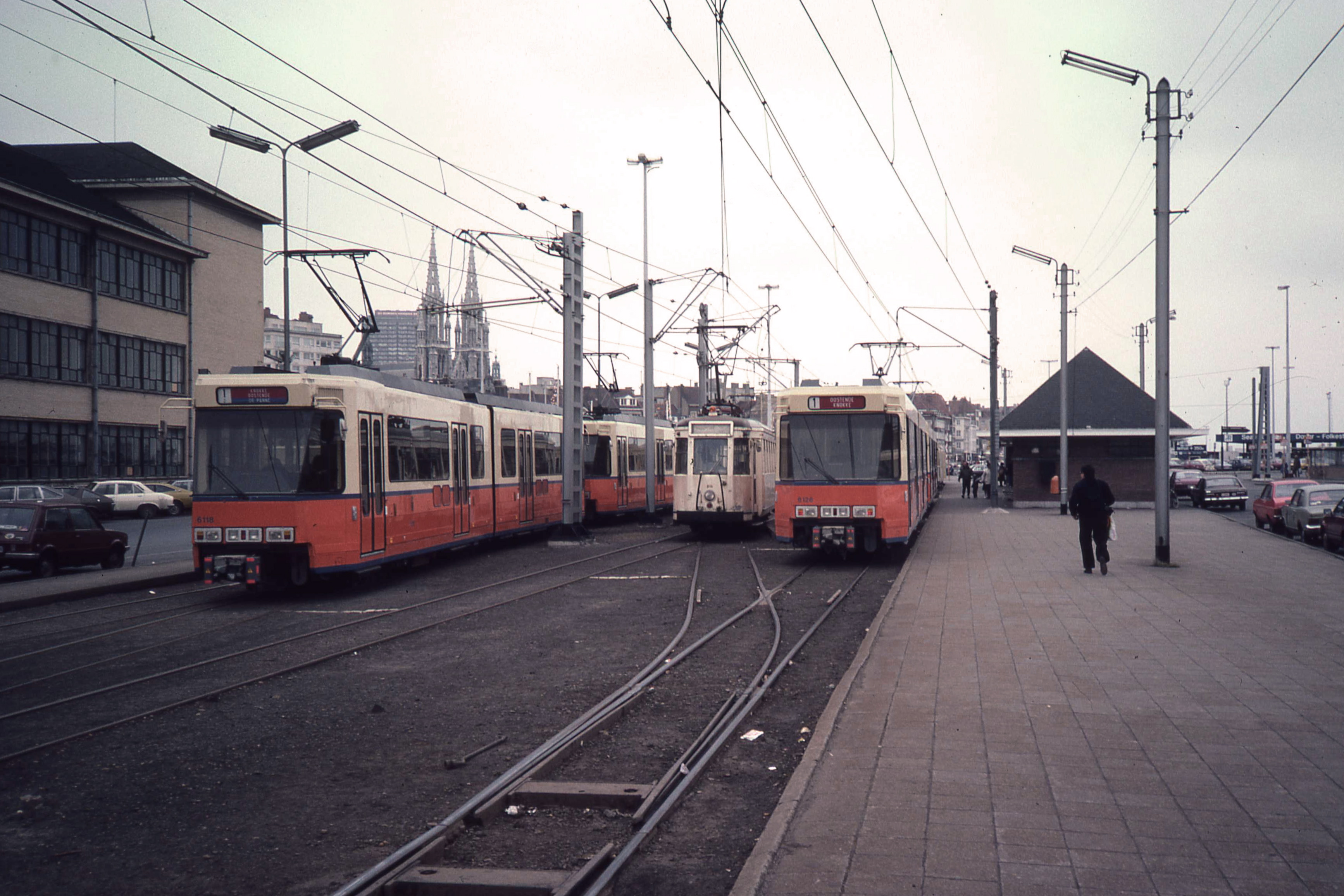
Zwei LRV aus Charleroi bei der Kusttram in Ostende, 1982
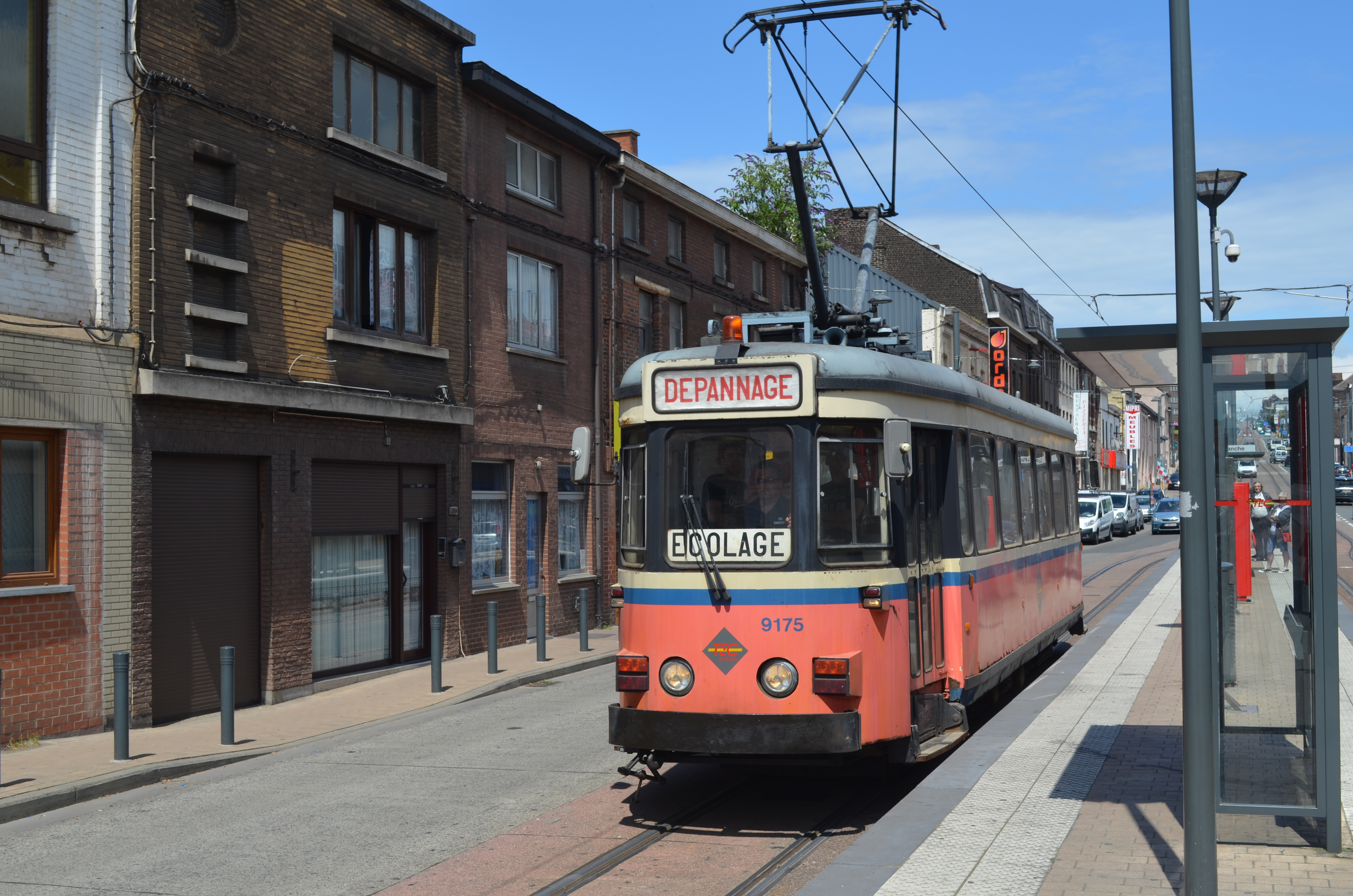
Arbeits- und Fahrschulwagen 9175, 2016
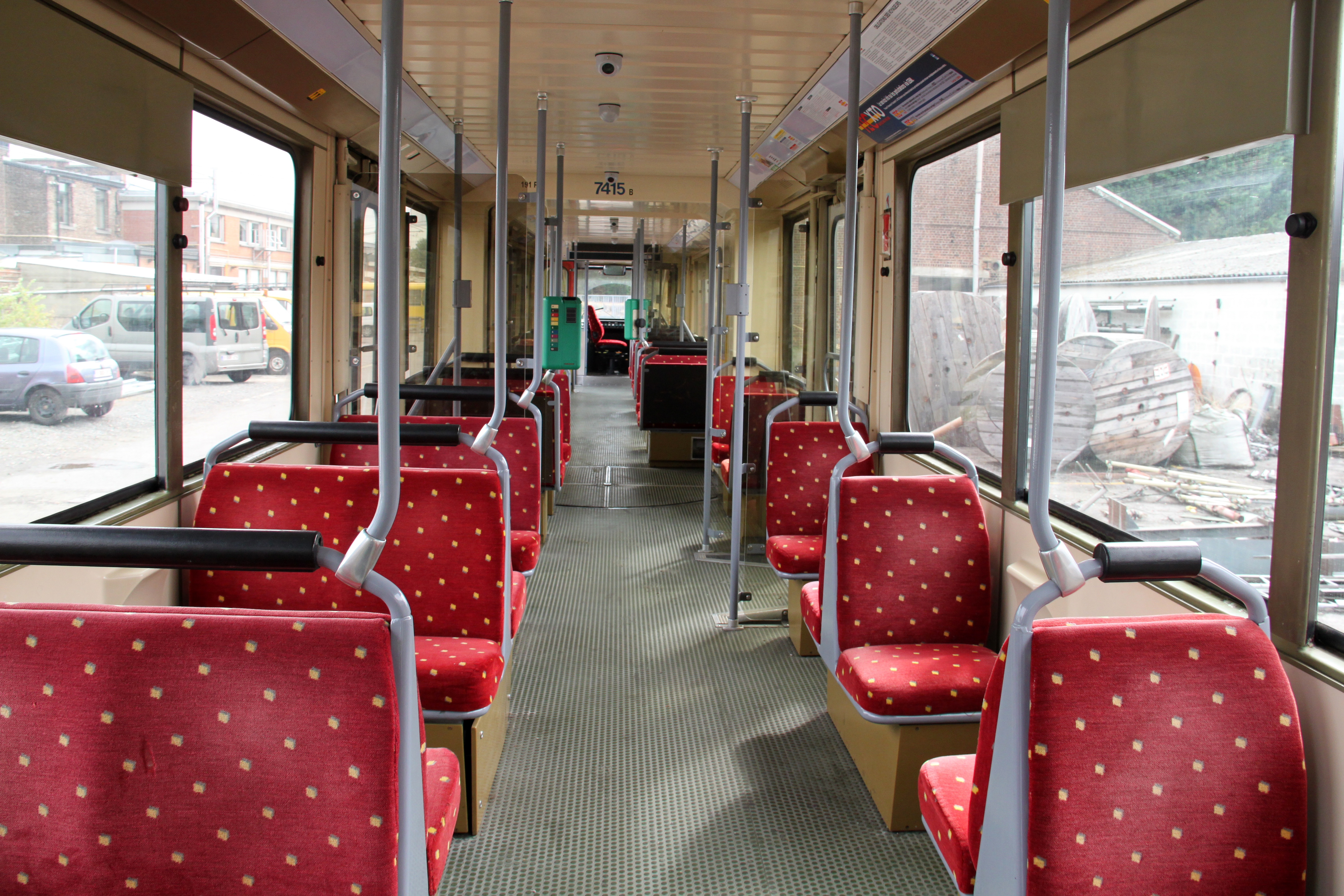
Innenansicht eines Wagens des Typs 7400
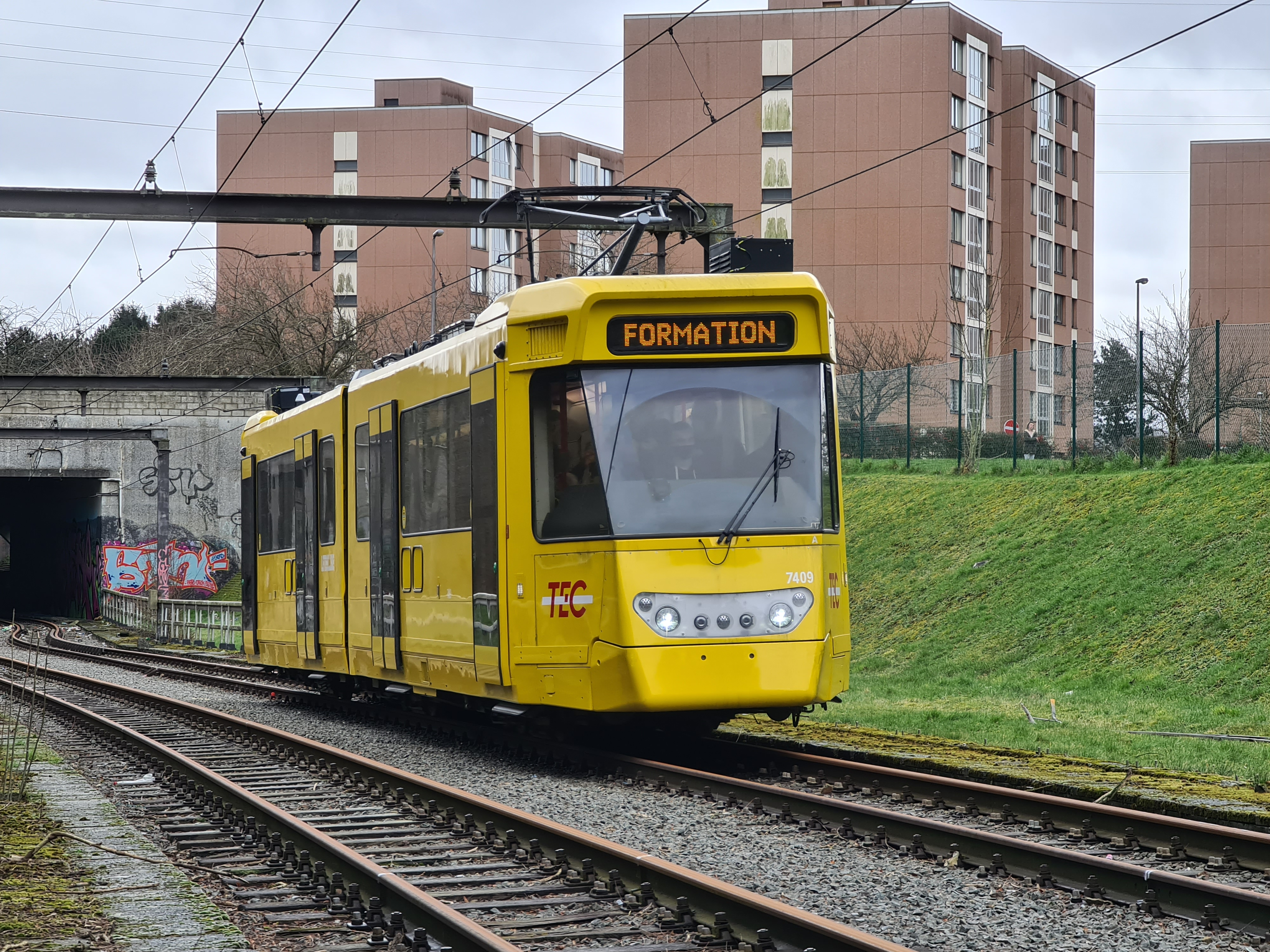
Rekonstruierter BN-Wagen 7409, 2022